# Lechia Gdańsk (piłka nożna)

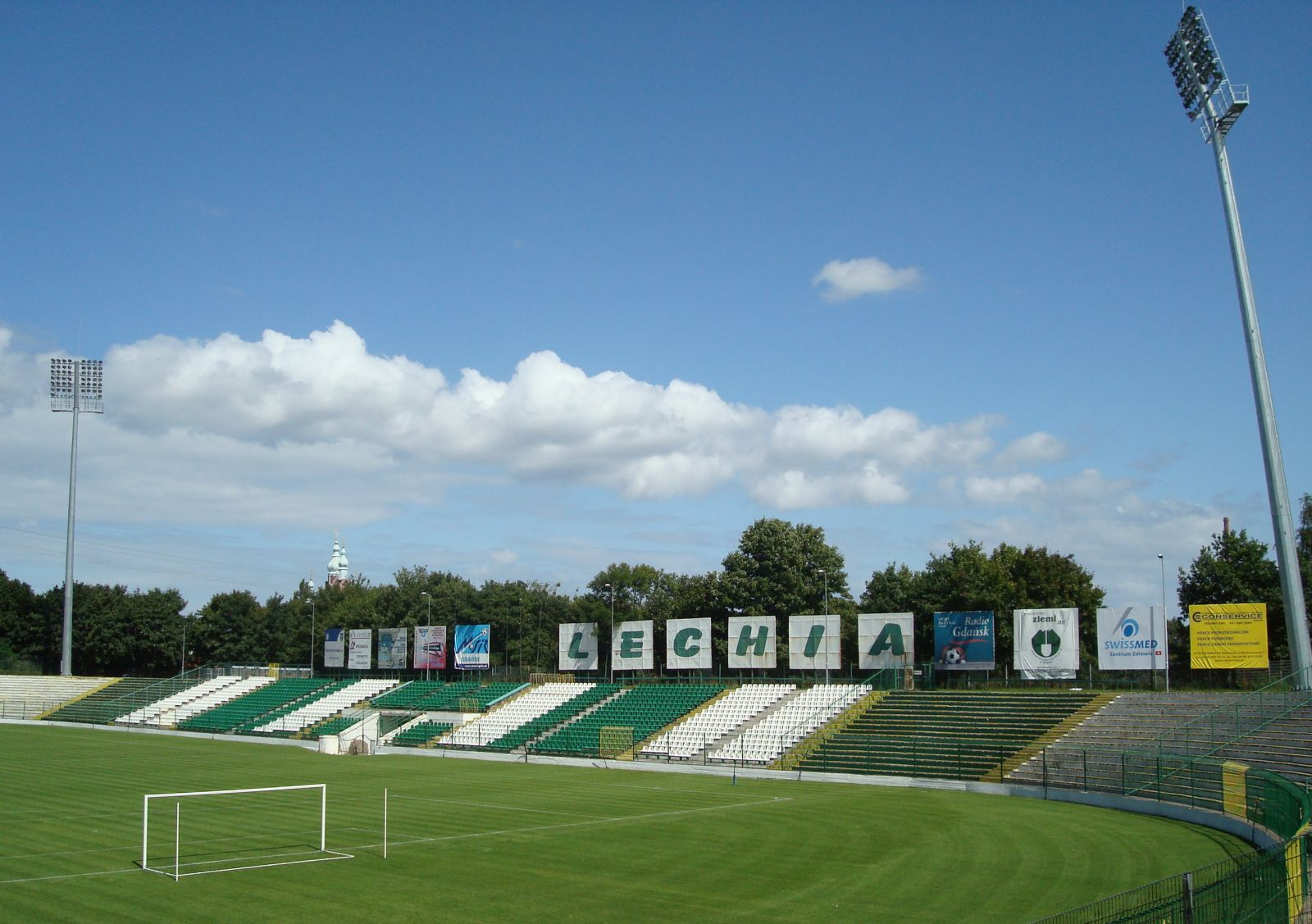
Trybuna „Prosta” stadionu Lechii (2008)

Klub Sportowy Lechia Gdańsk – polski klub piłkarski z siedzibą w Gdańsku, od sezonu 2024/2025 występujący w Ekstraklasie.
Zdobywca 2 Pucharów Polski (1983, 2019) oraz 2 Superpucharów Polski (1983, 2019), w latach 1949, 1952–1953, 1955–1963, 1984–1988, 1995–1996, 2008–2023 i od 2024 występujący w najwyższej polskiej piłkarskiej klasie rozgrywkowej – Ekstraklasie.

## Historia

### Lata 1945–1982
Klub został założony 7 sierpnia 1945 w Gdańsku jako Klub Sportowy Biura Odbudowy Portów „Baltia”. W 1946 jego nazwę zmieniono na „Lechia”. Nawiązując nazwą i biało-zielonymi barwami do Lechii Lwów. Pierwszy awans do I ligi uzyskał w 1948.
Zawodnicy Lechii, którzy doprowadzili do awansu:
- bramkarz – Józef Pokorski (rez. Ludwik Łoś)
- obrońcy – Hubert Nowakowski, Jakub Smug (rez. Bolesław Żytniak)
- pomocnicy – Piotr Nierychło, Alfred Kamzela, Henryk Kokot
- napastnicy – Alfred Kokot, Leszek Goździk, Roman Rogocz, Tadeusz Skowroński, Aleksander Kupcewicz (rez. Leszek Steinmetz)
- Debiut w I lidze: 20 marca 1949, Cracovia – Lechia Gdańsk 5:1 (bramka Piotr Nierychło z rzutu wolnego).
- Pierwsze zwycięstwo w I lidze: 27 marca 1949, Lechia Gdańsk – Ruch Chorzów 5:3 (bramki: Kupcewicz, Rogocz, Goździk, H. Kokot, Skowroński)

Po rocznym pobycie w I lidze klub spadł w 1949 do II ligi. Po raz drugi gdański klub, noszący wówczas nazwę „Budowlani”, awansował do I ligi w 1951 i spadł z niej w 1953 na jeden sezon. W rozgrywkach sezonu 1956 klub uplasował się na trzeciej pozycji, najwyższej w całej jego historii (trzecie miejsce w najwyższej lidze osiągnął także w sezonie 2018/2019).
Zawodnicy Lechii, grający w sezonie 1954 (trener: Tadeusz Foryś)
- bramkarz – Henryk Gronowski
- obrońcy – Alfred Kamzela, Roman Korynt, Czesław Lenc
- pomocnicy – Jerzy Czubała, Jerzy Kaleta, Władysław Musiał
- napastnicy – Roman Rogocz, Robert Gronowski, Czesław Nowicki, Leszek Goździk

| 1. | CWKS Warszawa    | 28 pkt |
| 2. | Stal Sosnowiec   | 27 pkt |
| 3. | Ruch Chorzów     | 25 pkt |
| 4. | Gwardia Warszawa | 25 pkt |
| 5. | Lechia Gdańsk    | 23 pkt |
| 6. | Garbarnia Kraków | 23 pkt |

| 1. | CWKS Warszawa | 34 pkt |
| 2. | Ruch Chorzów  | 29 pkt |
| 3. | Lechia Gdańsk | 27 pkt |
| 4. | ŁKS Łódź      | 26 pkt |
| 5. | Wisła Kraków  | 23 pkt |
| 6. | Górnik Zabrze | 23 pkt |

| 1. | Górnik Zabrze    | 33 pkt |
| 2. | Gwardia Warszawa | 32 pkt |
| 3. | ŁKS Łódź         | 29 pkt |
| 4. | Legia Warszawa   | 26 pkt |
| 5. | Lechia Gdańsk    | 22 pkt |
| 6. | Polonia Bytom    | 21 pkt |

Zawodnicy Lechii grający w sezonie 1959:
- bramkarz – Henryk Gronowski
- obrońcy – Hubert Kusz, Roman Korynt, Czesław Lenc
- pomocnicy – Ryszard Szyndlar, Władysław Musiał, Jerzy Kaleta
- napastnicy – Henryk Wieczorkowski, Jerzy Apolewicz, Kazimierz Frąckiewicz, Bogdan Adamczyk, Roman Rogocz, Czesław Nowicki (rez. Waldemar Gaworkiewicz, Jerzy Czubała, Zbigniew Masiak, Ryszard Piskor)

Zawodnicy Lechii grający w sezonie 1961 (trener Lajos Szolar):
- bramkarze – Henryk Gronowski, Stanisław Uścinowicz, Andrzej Ilkiewicz
- obrońcy – Stanisław Jarząbek, Roman Korynt, Czesław Lenc, Waldemar Łukasik, Jerzy Szróbka
- pomocnicy – Władysław Musiał, Ryszard Szyndlar,
- napastnicy – Zygmunt Gadecki, Jerzy Apolewicz, Bogdan Adamczyk (Janusz Charczuk), Czesław Nowicki, Henryk Wieczorkowski (rez. Leszek Antos, Arkadiusz Bieńkowski, Kazimierz Frąckiewicz)

Po raz trzeci Lechia opuściła ekstraklasę na zakończenie sezonu 1962/63.
W tym okresie najlepszymi strzelcami drużyny byli:
- Roman Rogocz – 60 bramek
- Gronowski – 56
- Adamczyk – 26
- Nowicki – 33
- Musiał – 26
- Goździk – 25

Ponownie na zapleczu ekstraklasy Lechia pojawiła się w 1972. Kolejna degradacja nastąpiła w roku 1982.

### Lata 1982–2008

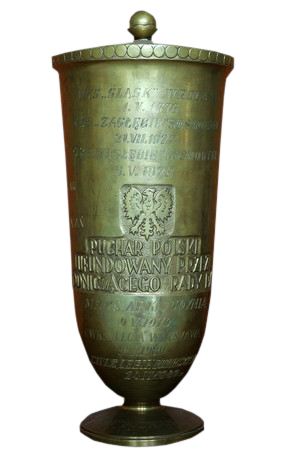
Trofeum Pucharu Polski wywalczone przez Lechię w 1983 roku

Na początku lat osiemdziesiątych sponsorem BKS Lechia został Nikodem Skotarczak (ps. „Nikoś”). Za jego kadencji rozpoczęło się odrodzenie klubu z Gdańska i już w sezonie 1982/83 III-ligowy zespół Lechii wywalczył awans do II ligi, zdobył Puchar Polski i triumfował w historycznym, pierwszym meczu o Superpuchar Polski pokonując 30 lipca 1983 na gdańskim Stadionie Miejskim Mistrza Polski Lecha Poznań 1:0 (spotkanie prowadził Henryk Klocek z OZPN Gdańsk). Zdobycie Pucharu Polski premiowane było udziałem w rozgrywkach Pucharu Zdobywców Pucharów, gdzie w pierwszej rundzie Lechia trafiła na sławny Juventus F.C. z 5 mistrzami świata z '82 roku w składzie. Gdańszczanie ulegli, jak się później okazało, późniejszemu zwycięzcy rozgrywek PZP dwukrotnie: 0:7 w Turynie i 2:3 w Gdańsku (28 września 1983). W kolejnym sezonie klub znad Motławy wywalczył awans do I ligi, a Jerzy Kruszczyński zdobył tytuł króla strzelców II ligi.
Od 1988 klub znalazł się ponownie w II lidze. Sytuację uzdrowić miała powstała w 1992 spółka FC Lechia S.A. jednakże już po dwóch latach kłopotów finansowych zespół znalazł się ponownie w III lidze. W 1995 nastąpiła fuzja z I ligową Olimpią Poznań i drużyna, jako Lechia/Olimpia Gdańsk, ponownie występowała w ekstraklasie, tym razem jedynie jeden sezon. W 1997 klub był ponownie III-ligowcem. W celu zbudowania mocnej, profesjonalnej drużyny piłkarskiej w 1998 dokonano następnej fuzji z II-ligową Polonią Gdańsk dając początek Lechii/Polonii Gdańsk. Głównym sponsorem nowego klubu zostało Centrum Handlowe Ptak. Po dwóch latach firmę Antoniego Ptaka w roli sponsora zastąpiło Pomorskie Towarzystwo Leasingowe.

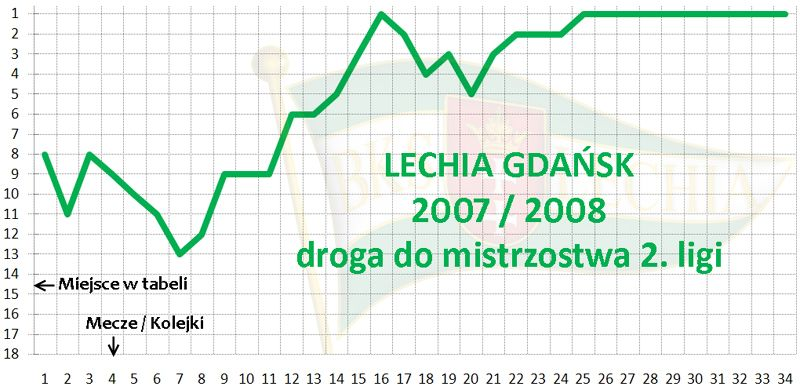
Droga Lechii Gdańsk do Ekstraklasy w sezonie 2007/2008

W 2001 Lechia wystąpiła z klubu Lechia/Polonia Gdańsk i rozpoczęła rozgrywki od A klasy (VI ligi), jako nowy klub „Ośrodek Szkolenia Piłkarskiego Lechia Gdańsk” będący kontynuatorem tradycji BKS Lechia Gdańsk. Coroczny awans do wyższej klasy rozgrywek doprowadził drużynę do II ligi (2005), w której Lechia występowała przez kolejne trzy lata. W sezonie 2007/2008 na dwie kolejki przed zakończeniem rozgrywek drużyna z Gdańska zapewniła sobie bezpośredni awans do najwyższej klasy rozgrywkowej (awans z pierwszego miejsca).

### Lata od 2008

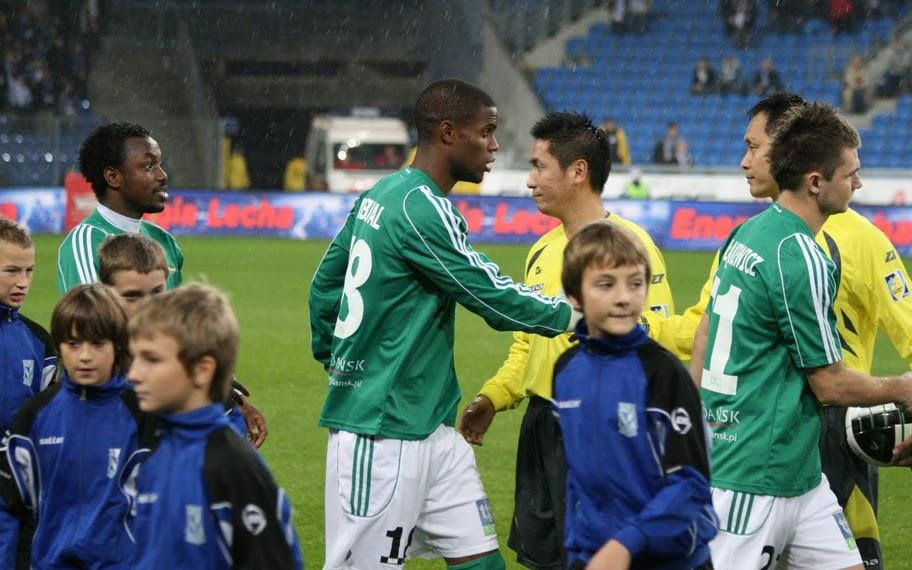
Ligowy mecz Lecha Poznań i Lechii Gdańsk w sezonie 2010/2011

28 stycznia 2009 członkowie Stowarzyszenia OSP Lechia Gdańsk podpisali dokument powołujący do życia spółkę Lechia Gdańsk S.A. – działanie to było niezbędne do wypełnienia wymogów licencyjnych Ekstraklasy. Udziałowcami Lechii S.A. są osoby fizyczne zasłużone dla klubu oraz udziałowiec większościowy Andrzej Kuchar. 30 kwietnia 2012 roku, po ponad 5 latach działalności w klubie, z funkcji prezesa Lechii Gdańsk zrezygnował Maciej Turnowiecki; tego samego dnia ze swojej posady zrezygnował także Błażej Jenek – wieloletni działacz klubu, ostatnio pełniący funkcję dyrektora generalnego.

### Sezon 2011/2012

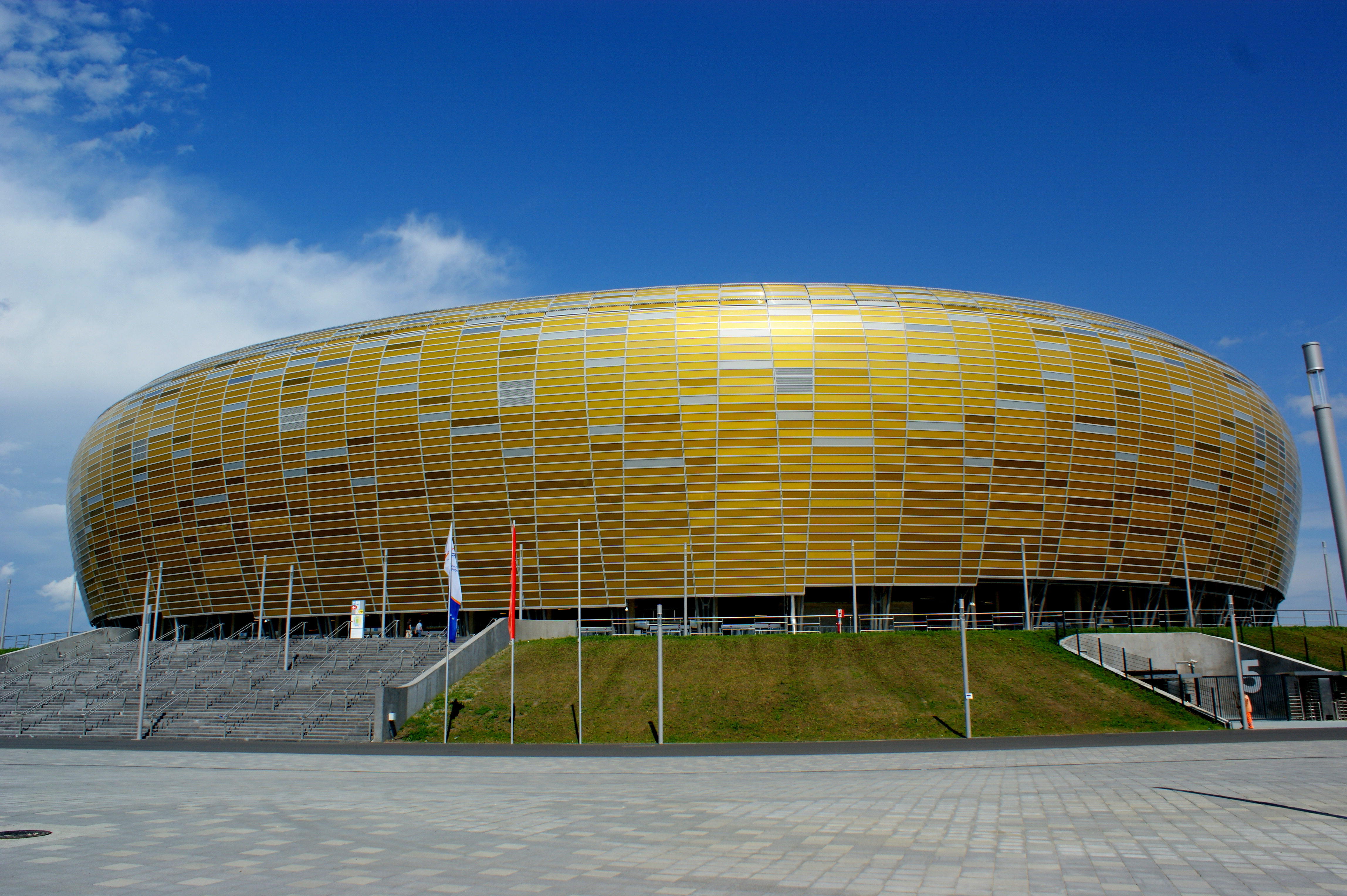
Obecny stadion drużyny, widok od południowej strony

Lechia zaczęła sezon 2011/2012 od porażki w wyjazdowym meczu z Polonią Warszawa przegrywając z nią 1:0. W ramach 3. kolejki T-Mobile Ekstraklasy Lechia na inaugurację PGE Areny Gdańsk zmierzyła się z Cracovią, mecz zakończył się remisem 1:1. Historycznego pierwszego gola na nowym stadionie Lechii zdobył holenderski napastnik Fred Benson. W 1/16 Pucharu Polski Lechia sensacyjnie przegrała z III ligową Limanovią Limanowa 1:0. Po serii porażek i remisów z ławki trenerskiej został zwolniony Tomasz Kafarski, którego zastąpił Rafał Ulatowski, który prowadził Lechię tylko przez cztery mecze, w których biało-zieloni zdobyli trzy punkty. Te dokonania nie przekonały zarządu klubu z Gdańska i następcą Rafała Ulatowskiego został Paweł Janas. Lechia w przerwie zimowej sprowadziła z Widzewa Łódź Piotra Grzelczaka. W sezonie 2011/2012 Lechia miała problemy ze strzeleniem bramek. W całym sezonie ekipa z Gdańska zdobyła zaledwie 21 bramek w 30 meczach, a straciła 30. Lechia zakończyła sezon na 13. miejscu w tabeli zdobywając przy tym 31 punktów.

### Sezon 2012/2013
6 czerwca 2012 trenera Pawła Janasa zastąpił Bogusław Kaczmarek. Sezon 2012/13 Lechia zaczęła od porażki 1:3 z Polonią Warszawa na PGE Arenie. W 2. kolejce na wyjeździe wygrała 2:0 z Pogonią Szczecin, a w trzeciej 1:0 z Koroną Kielce.

### Sezon 2013/2014
Trenera Kaczmarka zastąpił Michał Probierz. Na początku 2014 Lechię przejęli nowi właściciele z Niemiec. Dokonano sześciu wzmocnień (Paweł Stolarski, Maciej Makuszewski, Zaur Sadajew, Aleksander Jagiełło, Stojan Vranjes oraz Nikola Leković). Po przegranym ćwierćfinale Pucharu Polski Michał Probierz został zwolniony z funkcji trenera. Zastąpił go Holender Ricardo Moniz, dzięki któremu drużyna zajęła 4. miejsce na koniec sezonu.

### Sezon 2014/2015

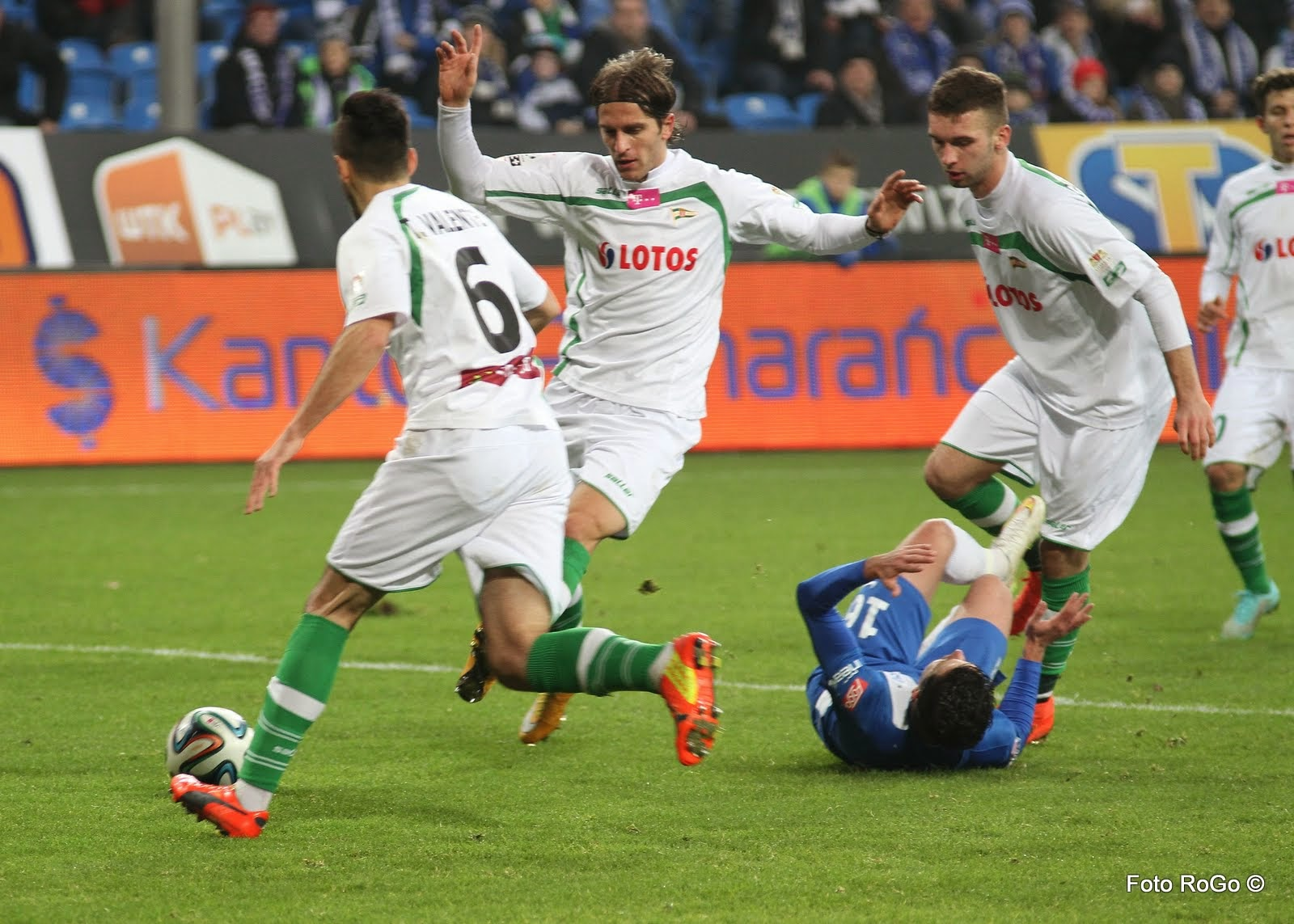
Ligowy mecz Lecha Poznań i Lechii Gdańsk w sezonie 2014/2015

Ricardo Moniz zrezygnował z funkcji trenera. Jego następcą został Joaquim Machado. Adidas przestał być sponsorem technicznym Lechii, a zamiast jego pojawiła się firma Saller. Do Gdańska przybyło wielu zawodników: Mavroudis Bougaidis (Grecja, obrońca, Granada, wypożyczenie do 30.06.2015 z prawem pierwokupu), Tiago Valente (Portugalia, obrońca, Pacos de Ferreira, wolny transfer, kontrakt do 30.06.2016), Bartłomiej Pawłowski (pomocnik, Widzew Łódź po wypożyczeniu do Malagi, Hiszpania, umowa do 30.06.2017), Adam Buksa (napastnik, Novara, Włochy, umowa do 30.06.2017), Adłan Kacajew (pomocnik, ostatni klub Terek Grozny, Rosja, wypożyczenie do 30.06.2015), Ariel Borysiuk (pomocnik, Wołga Niżny Nowogród, Rosja, wolny transfer, kontrakt do 30.06.2017), Adam Dźwigała (pomocnik, Jagiellonia Białystok, kontrakt do 30.06.2017), Diogo Ribeiro (napastnik, Portugalia, Sporting Braga, wolny transfer, kontrakt do 30.06.2016 z opcją przedłużenia), Damian Podleśny (bramkarz, GKS Bełchatów, kontrakt do 30.06.2017), Daniel Łukasik (pomocnik, Legia Warszawa, kontrakt do 30.06.2018), Danijel Aleksić (Serbia, napastnik, ostatnio Sain-Etienne B, wolny transfer, kontrakt do 30.06.2016), Dariusz Trela (bramkarz, Piast Gliwice, wolny transfer, kontrakt do 30.06.2017), Mateusz Możdżeń (obrońca, Lech Poznań, wolny transfer, kontrakt do 30.06.2017).
Nowym trenerem bramkarzy został Rafał Skórski.

### Sezon 2015/2016

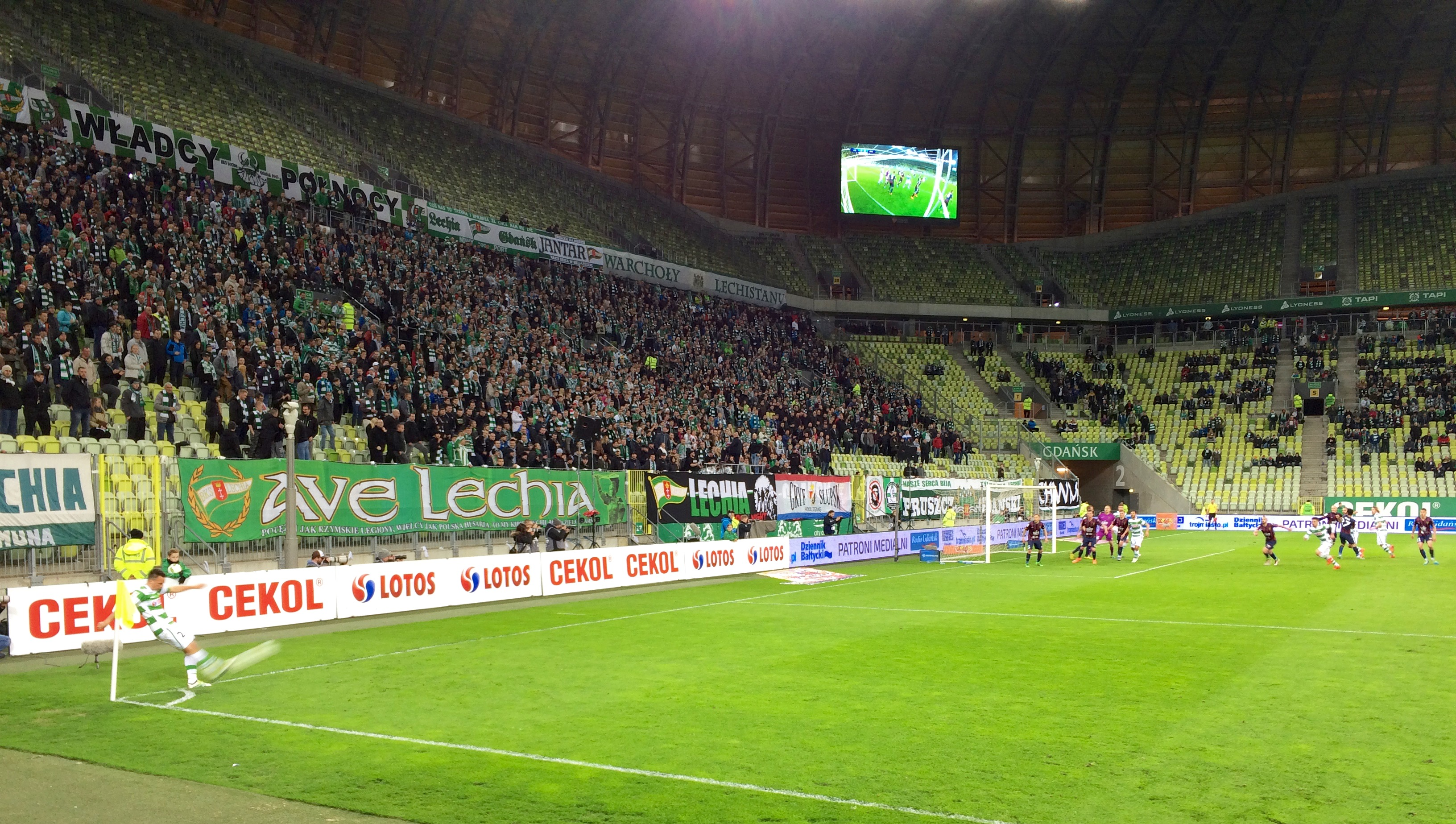
Ligowy mecz Lechii Gdańsk z Pogonią Szczecin w sezonie 2015/2016

W sezonie 2015/16 do Lechii Gdańsk przybyli nowi zawodnicy. Za kwotę 100 tys. euro do Lechii trafił młodzieżowy reprezentant polski Michał Mak z GKS-u Bełchatów, za 150 tys. euro reprezentant Chorwacji Mario Maloča z Hajduk Split, z wypożyczenia za kwotę 500 tys. euro został wykupiony reprezentant polski Ariel Borysiuk z 1. FC Kaiserslautern, a ponadto z wolnych transferów zespół wzmocnili: Serb pochodzenia bośniacko-chorwackiego Neven Marković z Servette FC, młodzieżowy reprezentant Słowacji Lukáš Haraslín z Parma oraz Grzegorz Kuświk z Ruch Chorzów. Z klubu odeszli natomiast: Bartłomiej Smuczyński, który odszedł na zasadzie wolnego transferu do Termalica Bruk-Bet Nieciecza, na podobnej zasadzie klub opuścili również Piotr Grzelczak, który wybrał ofertę z Jagiellonii Białystok, Mateusz Możdżeń, który zdecydował się na transfer do Podbeskidzia Bielsko-Biała, Marcin Pietrowski, który trafił do Piasta Gliwice, Kacper Łazaj, który podpisał kontrakt z II-ligowym Rakowem Częstochowa oraz Wojciech Zyska, który poszedł do Bałtyku Gdynia. W dodatku klub postanowił nie przedłużać wypożyczeń poszczególnych zawodników. Antonio Colak powrócił do 1. FC Nürnberg, Mavroudis Bougaidis wrócił do Granada CF, a Filip Malbasic do Hoffenheim. Pod koniec okna transferowego ze względu na kiepskie wyniki Lechii, nastąpiła mała rewolucja w składzie. Do klubu przybyli: wielka gwiazda, były zawodnik Juventusu Miloš Krasić z Fenerbahce, reprezentant polski Sławomir Peszko z 1. FC Köln, młodzieżowy reprezentant Serbii Aleksandar Kovačević oraz młodzieżowy reprezentant polski Michał Chrapek. Zmiany nastąpiły również na stanowisku trenera. Jerzego Brzęczka zastąpił Thomas von Heesen. Lechia Gdańsk na koniec sezonu zajęła piąte miejsce z trzydziestoma dwoma punktami.

### Sezon 2016/2017
W sezonie 2016/2017 w Gdańsku zaszło sporo zmian. Do zespołu przyszli między innymi tacy gracze jak Rafał Wolski, Ariel Borysiuk i Dusan Kuciak. Za to z Biało-Zielonymi pożegnali się między innymi Adam Buksa, Maciej Makuszewski i Gerson (transfery z lata i zimy). Sezon gdańszczanie rozpoczęli od wyjazdowej porażki z beniaminkiem w Płocku 2:1, mimo iż prowadzili po golu Marco Paixao. W drugiej kolejce także grano na wyjeździe, a dokładniej w Lublinie z Górnikiem Łęczna (z racji na fakt, iż macierzysty obiekt Górnika w Łęcznej nie otrzymał licencji na rozgrywanie na nim spotkań Ekstraklasy). To spotkanie zakończyło się wygraną Lechii 1:2 po bramkach Milosa Krasicia i Grzegorza Kuświka. Trzecia kolejka to pierwsze spotkanie w sezonie w roli gospodarza, a zakończyło się ono zwycięstwem 3:1 nad krakowską Wisłą po golach braci Paixao (dwa razy Flavio, raz Marco). Kolejnym spotkaniem był bezbramkowy remis we Wrocławiu, a zaraz po nim domowe starcie z Koroną Kielce, które Lechia wygrała 3:2 po dwóch bramkach Grzegorza Kuświka i trafieniu samobójczym Radka Dejmka. W szóstej kolejce wybrano się do Białegostoku, gdzie gdańszczanie wygrali 0:1 po golu Aleksandara Kovacevicia i zarazem objęli pozycję lidera. W kolejnym spotkaniu Lechia grała w Gliwicach w ramach 1/16 Pucharu Polski, gdzie wygrała po rzutach karnych 3:5 (po 120 minutach 0:0). Kolejny, już tym razem ligowy mecz, okazał się przegranym i kosztował zespół utratę pierwszego miejsca. Lechia uległa u siebie Bruk-Bet Termalice Nieciecza 1:2, a honorowego gola zdobył Flavio Paixao. Jednakże kolejne starcie zakończyło się już wygraną klubu z Gdańska, gdyż wywieziono trzy punkty z Krakowa (0:1 z Cracovią po trafieniu Marco Paixao). Następnie w dziewiątej kolejce Biało-Zieloni wygrali domowe starcie z Lechem Poznań 2:1 ponownie po golu Marco, oraz samobóju Macieja Wilusza. Po tych dwóch wygranych zespół pojechał do Niepołomic na mecz 1/8 Pucharu Polski, gdzie niespodziewanie uległ po rzutach karnych Puszczy 4:2 (po 120 minutach remis 1:1, a dla Lechii strzelił Flavio Paixao). Po odpadnięciu z Pucharu Lechia grała już tylko w Ekstraklasie, a kolejnym meczem był pojedynek domowy z Ruchem Chorzów, ostatecznie wygrany 2:1 po bramkach Sławomira Peszki i Flavio Paixao. W jedenastej kolejce zespół z Gdańska wybrał się na wyjazd do Warszawy, gdzie jednak uległ Legii aż 3:0. Kolejny mecz także zagrał na wyjeździe, ale tym razem wygrał w Lubinie 1:2, a gole strzelali Rafał Janicki i Grzegorz Kuświk. Zwycięstwo w meczu z Zagłębiem dało Lechii pozycję lidera. Trzynasta kolejka to mecz domowy z Piastem Gliwice i wygrana 3:2 po trafieniu Sławomira Peszki i dwukrotnie Flavio Paixao. W kolejnej serii Lechia mierzyła się pierwszy raz od 2011 roku z Arką Gdynia w derbach Trójmiasta w Gdyni. Spotkanie zakończyło się remisem 1:1, a gola dla gości zdobył Marco Paixao. Na zakończenie pierwszej rundy fazy zasadniczej Lechia zremisowała u siebie 1:1 z Pogonią Szczecin po golu Rafała Wolskiego i zarazem straciła pozycję lidera na rzecz Jagiellonii (jednak tylko na jedną kolejkę). Kolejne dwa spotkania także rozegrano w Gdańsku. Najpierw pokonano 2:1 Wisłę Płock (dwie bramki Grzegorza Kuświka), a później 3:0 Górnika Łęczna (gole Marco Paixao, Rafała Wolskiego i Lukasa Haraslina). W osiemnastej kolejce lechiści grali w Krakowie z Wisłą, gdzie ulegli wysoko 3:0 i ponownie stracili fotel lidera. Ostatnim meczem domowym przed przerwą zimową było spotkanie na własnym terenie ze Śląskiem Wrocław, zakończone wygraną 3:0 po dwóch bramkach Flavio Paixao i jednej Grzegorza Kuświka. Ostatnim meczem rundy był wyjazd do Kielc, przegrany przez Lechię 2:0. Lechia po rundzie jesiennej zajmowała pozycję wicelidera tabeli, ustępując jedynie Jagiellonii Białystok.

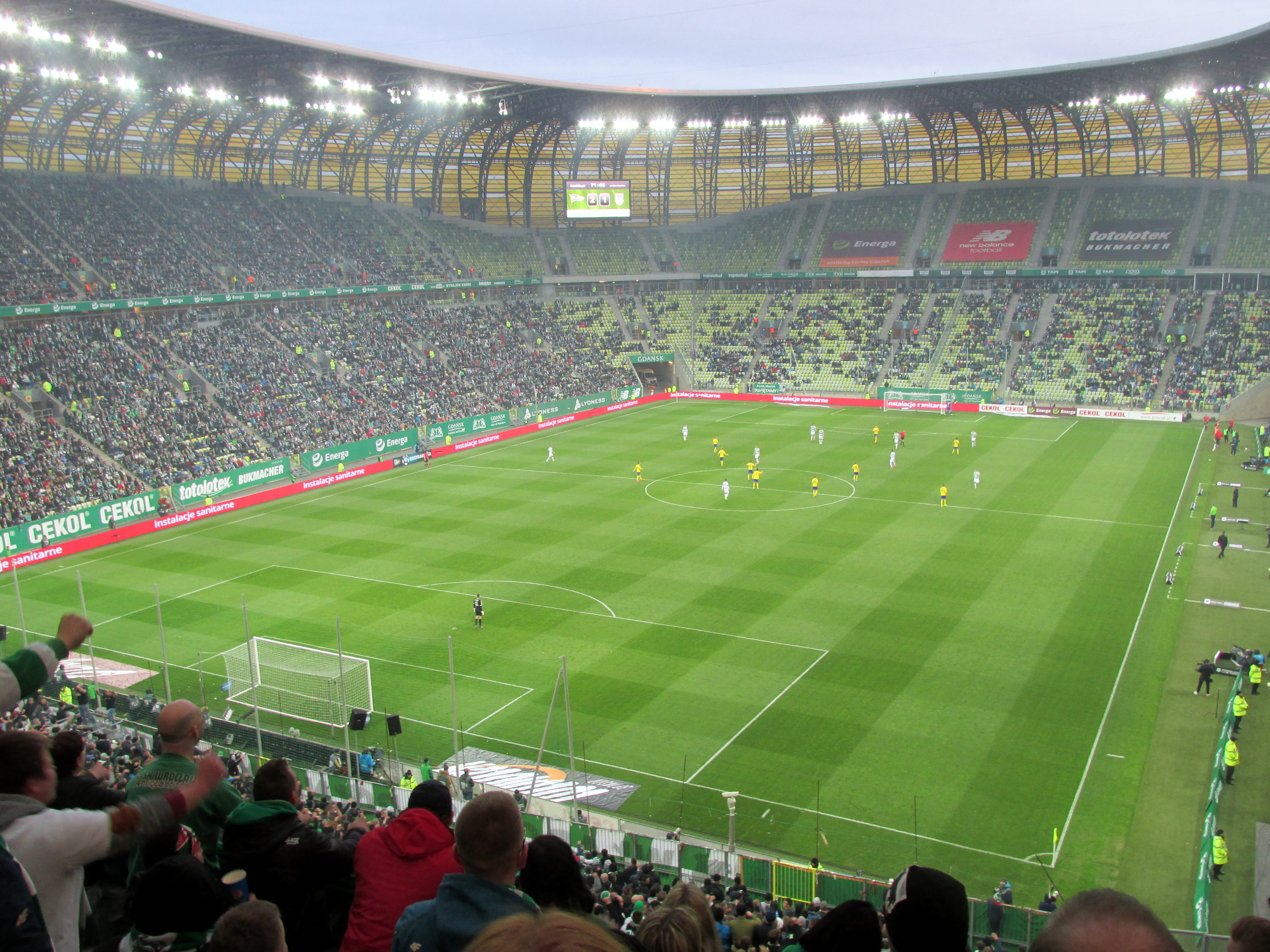
37. Derby Trójmiasta, rozegrane w Ekstraklasie w sezonie 2016/2017

Po zakończeniu przerwy zimowej Lechia na start rozegrała mecz z Jagiellonią Białystok na własnym boisku, wygrywając pewnie 3:0 i wskakując na pierwsze miejsce po trafieniach braci Paixao (dwa razy Flavio, raz Marco). W kolejce numer dwadzieścia dwa Biało-Zieloni pojechali na wyjazd do Niecieczy, gdzie zremisowali 1:1 tracąc gola w ostatnich sekundach spotkania (dla Lechii strzelił Sławomir Peszko). Następnie na własnym terenie wygrano 4:2 z Cracovią (gole Ariela Borysiuka, Flavio Paixao, Grzegorza Kuświka i Grzegorza Wojtkowiaka). Wtedy przyszła seria trzech porażek. Najpierw na wyjeździe z Lechem Poznań 1:0 (trzy czerwone kartki dla Lechii), potem także w roli gości z Ruchem Chorzów (porażka skutkowała utratą pierwszego miejsca) 2:1 (gol Marco) i u siebie z Legią Warszawa 1:2, mimo iż Lechia prowadziła po samobójczym trafieniu Adama Hlouška. Przełamanie złej serii nastąpiło w Gdańsku podczas meczu z Zagłębiem Lubin, gdy po trafieniu Marco Paixao Lechia wygrała 1:0. Następnie drużyna zremisowała 1:1 w Gliwicach, a gola zaliczył obrońca Mario Maloca. W kolejce dwudziestej dziewiątej Lechia ponownie spotkała się z Arką Gdynia, ale tym razem grała u siebie i wygrała 2:1 po bramkach Marco Paixao i Sławomira Peszki. W ostatniej kolejce sezonu zasadniczego gdańszczanie ulegli w Szczecinie Pogoni 3:1, a jedyną bramkę dla gości wbił Milos Krasić. Lechia po trzydziestu kolejkach zajmowała pozycję czwartą.
W grupie mistrzowskiej Lechia rozgrywała cztery mecze domowe i trzy wyjazdowe. Na początek zagrano u siebie mecz z Bruk-Bet Termalicą, który wygrano 2:0 po bramkach Lukasa Haraslina oraz Marco Paixao. W trzydziestej drugiej kolejce pokonano na wyjeździe Wisłę Kraków 0:1, a strzelał ponownie Lukas Haraslin. Kolejne dwa mecze to spotkania domowe. Bezbramkowy remis z Koroną Kielce, oraz wysoka wygrana 4:0 z Jagiellonią po hat-tricku Marco Paixao oraz bramce Lukasa Haraslina. W trzydziestej piątej kolejce zremisowano bezbramkowo w Poznaniu z Lechem, a w przedostatniej serii gier i zarazem ostatnim spotkaniu domowym w sezonie wygrano z Pogonią także 4:0 po hat-tricku Marco Paixao, oraz jednej bramce Piotra Wiśniewskiego (który razem z Mateuszem Bąkiem grał tego dnia mecz pożegnalny). Na ostatnią kolejkę Lechia udała się do stolicy, gdzie zremisowała z Legią Warszawa 0:0. Ułożenie wyniku na stadionie w Białymstoku (2:2 Jagiellonii z Lechem) sprawiło, że gdańszczanie zajęli czwarte miejsce w lidze, nie kwalifikując się do europejskich pucharów, które przypadło zdobywcy Pucharu Polski (Arce Gdynia).

### Sezon 2017/2018
Przed kolejnym sezonem ponownie dokonano wielu ruchów transferowych. Do Lechii przyszli tacy gracze jak Mateusz Matras, Filip Mladenović, Joao Oliveira czy Mato Milos, a odeszli między innymi Rafał Janicki, Mario Maloca, Michał Chrapek czy Ariel Borysiuk (transfery z lata i zimy). Gdańszczanie sezon rozpoczęli podobnie jak rok wcześniej w Płocku, ale tym razem wygrali 0:2 po bramkach Marco Paixao i nowo sprowadzonego Mateusza Matrasa. Było to jednak jedyne zwycięstwo na długi czas, gdyż Lechia zanotowała serię siedmiu spotkań bez wygranej. Najpierw przegrała u siebie 0:1 z Cracovią, następnie uległa Śląskowi we Wrocławiu 3:2 (oba gole dla Lechii autorstwa Marco Paixão), w następnym meczu zremisowano u siebie 1:1 z Górnikiem Zabrze (który wrócił do Ekstraklasy) ponownie po trafieniu wyrównującym Marco Paixao. Kolejna porażka miała miejsce w Bytowie, gdzie tamtejsza Bytovia zwyciężyła 1:0 w meczu 1/16 Pucharu Polski i zakończyła tym samym występ Lechii w tych rozgrywkach. Następny mecz ligowy to kolejny remis – tym razem w Szczecinie 0:0. Powrót do Gdańska na mecz z beniaminkiem Sandecją Nowy Sącz nie był udany, gdyż Lechia przegrała 2:3 (trafienia Marco Paixao i Sławomira Peszki). Następnie grano w Krakowie z Wisłą, gdzie padł remis 1:1, a gola wyrównującego dla gości strzelił João Oliveira. W ósmej kolejce Biało-Zieloni przerwali serię i zwyciężyli w Gliwicach 1:2 po golach Marco Paixao i Romário Baldé. Następny mecz rozegrano przed własną publicznością, a było to starcie z Jagiellonią Białystok, zakończone remisem 3:3 wywalczonym przez Lechię w końcowych sekundach (dwie bramki Marco Paixão i jedna Błażeja Augustyna). Po remisie z Jagiellonią miała miejsce wyjazdowa porażka w Niecieczy z Bruk-Betem 2:1. Podobnie jak w poprzednim sezonie, Lechia straciła gola w ostatnich sekundach meczu po rzucie karnym. Gola dla gości strzelił Rafał Wolski. Po tej porażce posadę szkoleniowca przestał piastować Piotr Nowak, a zastąpił go Walijczyk Adam Owen. Na kolejny mecz i debiut nowego trenera wrócono do Gdańska, gdzie wygrano 1:0 z Zagłębiem Lubin po trafieniu Flávio Paixão. W dwunastej kolejce gdańszczanie przegrali w Warszawie 1:0, a w kolejnej zremisowali u siebie z poznańskim Lechem 3:3 po trafieniach Błażeja Augustyna, Marco Paixão i samobóju Emila Dilavera. Następnie zagrano ponownie w Gdańsku, ale przegrano aż 0:5 z Koroną Kielce. Była to najwyższa porażka Lechii na nowym stadionie w historii. Ostatni mecz pierwszej serii gier rundy zasadniczej miał miejsce w Gdyni w derbach Trójmiasta, które Lechia wygrała po golu w ostatniej minucie spotkania autorstwa Flavio Paixao. W kolejce numer szesnaście lechiści ograli 3:0 Wisłę Płock (dwukrotnie Marco Paixão, raz Miloš Krasić), jednak w następnym meczu wyjazdowym z Cracovią przegrano 2:1, tracąc gola w ostatniej minucie, mimo wcześniejszego prowadzenia po golu samobójczym Michała Helika. Następnie grano ponownie na własnym boisku, gdzie wygrano 3:1 ze Śląskiem Wrocław po dwóch golach Marco Paixão i jednym Flávio Paixão. Było to ostatnie zwycięstwo aż do trzydziestej kolejki – teraz Lechię czeka seria jedenastu spotkań bez wygranej, a zaczęła się ona w Zabrzu, gdzie padł remis 1:1 (wyrównał Flávio Paixão). Następnie w ostatnim meczu w roli gospodarza przegrano u siebie z Pogonią 1:3 po honorowym trafieniu Marco Paixao, a w ostatnim meczu rundy w Niecieczy (Sandecja rozgrywała w tym sezonie mecze na obiekcie Termaliki) z Sandecją padł remis 2:2 po golu wyrównującym dla gospodarzy w doliczonym czasie (Dla Lechii strzelali Flávio Paixão i João Oliveira). Po rundzie jesiennej Lechia zajmowała miejsce jedenaste.

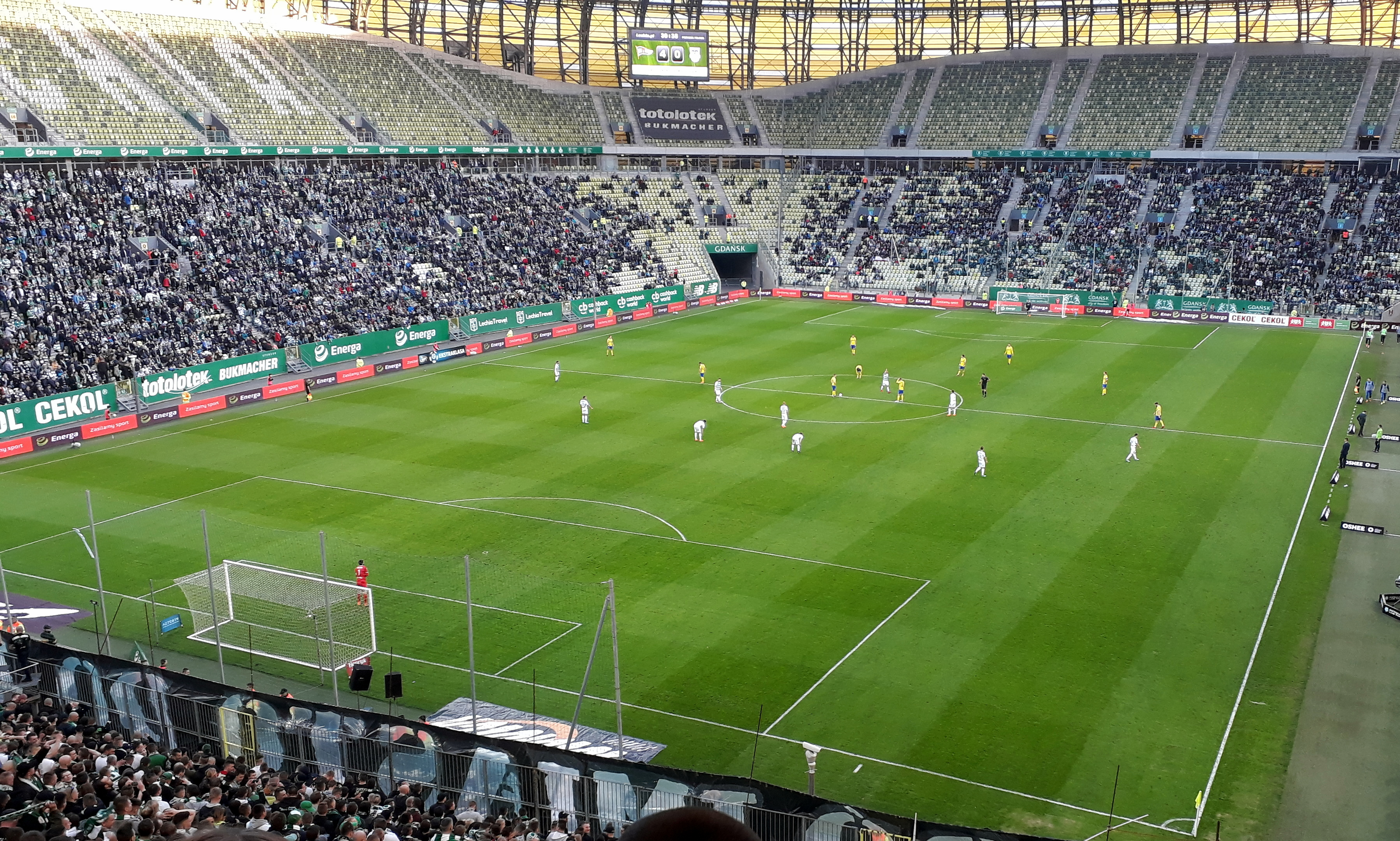
39. Derby Trójmiasta, rozegrane w Ekstraklasie w sezonie 2017/2018

Od początku rundy rewanżowej Lechia także nie potrafiła wygrać. Najpierw zremisowała 1:1 u siebie z Wisłą Kraków po golu wyrównującym Sławomira Peszki, następnie także u siebie przegrała 0:2 z Piastem Gliwice, a na wyjeździe w Białymstoku mimo początkowego prowadzenia po trafieniu Marco Paixão przegrała aż 4:1. Kolejny mecz domowy zakończył się remisem 2:2 po bramce dla Termaliki w doliczonym czasie gry (dla Lechii strzelali Marco Paixão i Adam Chrzanowski). Zremisowano także bezbramkowo w Lubinie w następnej kolejce, a po tym meczu zwolniony został Adam Owen (który debiutował także przeciwko Zagłębiu). Następnie już pod wodzą nowego szkoleniowca Piotra Stokowca przegrano na własnym stadionie z Legią Warszawa 1:3 po trafieniu honorowym Simeona Slavcheva. Następnie przegrano dwukrotnie na wyjeździe – 3:0 w Poznaniu i 1:0 w Kielcach. Przełamanie nastąpiło w ostatnim spotkaniu rundy zasadniczej, gdy Lechia w derbach Trójmiasta zmierzyła się u siebie z Arką Gdynia i wygrała 4:2, prowadząc do przerwy czterema golami strzelonymi przez Flávio Paixão (hat-trick) i Sławomira Peszkę. Lechia zakończyła rundę zasadniczą na ostatnim bezpiecznym, czternastym miejscu.
W pierwszym spotkaniu grupy spadkowej Lechia zagrała ponownie z Arką, ale tym razem w Gdyni – i także wygrała to spotkanie. Po trafieniach Stevena Vitorii i Flávio Paixão padł wynik 1:2 dla gości z Gdańska. Następnie na własnym stadionie zremisowano z Cracovią 0:0, a później przegrano we Wrocławiu 3:1, a jedyną bramkę dla Lechii zdobył Sławomir Peszko. Przegrano także w trzydziestej czwartej kolejce w domowym starciu z Bruk-Bet Termaliką 0:1, ale już kolejkę później zwyciężono w Gliwicach 0:2, gdzie strzelali Michał Nalepa i João Oliveira. W trzydziestej szóstej kolejce Lechia zapewniła sobie utrzymanie w LOTTO Ekstraklasie na sezon 2018/2019, remisując 1:1 w Szczecinie po golu Patryka Lipskiego. W ostatniej kolejce sezonu gdańszczanie zremisowali na własnym stadionie z pewną spadku z ligi Sandecją Nowy Sącz 1:1 po bramce Flávio Paixão i zakończyli sezon na miejscu trzynastym.

### Sezon 2018/2019
Po nieudanym sezonie 2017/2018, w drużynie zaszło sporo zmian. Piotr Stokowiec (pracujący w Lechii od końcówki poprzedniego sezonu) nie mógł już korzystać z usług między innymi Jakuba Wawrzyniaka, Grzegorza Kuświka, Marco Paixão, Joao Oliveiry czy w późniejszym czasie Pawła Stolarskiego. Z kolei do klubu przyszli między innymi Artur Sobiech, Jarosław Kubicki, Michał Mak oraz młody talent z Indonezji – Egy Maulana Vikri. Ponadto w meczowych osiemnastkach zaczęli pojawiać się wychowankowie klubu, tacy jak Karol Fila czy Mateusz Sopoćko. Sezon drużyna rozpoczęła od zwycięstwa na boisku wicemistrza z Białegostoku 0:1, po golu Flávio Paixão. Następnie zremisowano domowe starcie ze Śląskiem Wrocław 1:1, a gola dla Lechii zdobył ponownie Flavio. Kolejka trzecia to bezbramkowy remis z mistrzem Polski Legią w Warszawie, a czwarta to rywalizacja na swoim stadionie z beniaminkiem – Miedzią Legnica. Mecz ten Biało-Zieloni wygrali 2:0 po trafieniach Jakuba Araka i Patryka Lipskiego. Kolejny w terminarzu był wyjazd do Zabrza wygrany 0:2 po bramkach Karola Fili (początkowo bramka uznana jako samobój Pawła Bochniewicza) oraz Flavio. Kolejny mecz to także wyjazd, tym razem do Szczecina. Lechia wygrała tam 2:3, a trafiali Lukas Haraslin, Steven Vitoria i Adam Chrzanowski, a zespół po zakończeniu kolejki objął pozycję lidera, którą zapewnił sobie także na kolejną serię gier, gdy wygrał u siebie z Koroną Kielce 2:0 po dwóch golach Flavio. Jednak pozycję lidera Lechia straciła po kolejnym ligowym meczu w Krakowie z Wisłą, gdzie przegrała 5:2 mimo dwukrotnego prowadzenia po trafieniach Patryka Lipskiego i Flávio. W kolejce następnej zremisowano na swoim terenie z Zagłębiem Lubin 3:3, mimo prowadzenia aż trzema golami, które zdobył Artur Sobiech (były to jego pierwsze trafienia w nowym zespole). Po tym meczu Lechia ponownie grała z Wisłą w Krakowie, jednak tym razem w ramach 1/32 Totolotek Pucharu Polski i wygrała to spotkanie po rzutach karnych (remis 1:1 po dogrywce, bramkę strzelił Michał Nalepa). Następnie zagrano spotkanie ligowe w Płocku z miejscową Wisłą i przegrano je 1:0. Ligowa seria bez zwycięstwa została przerwana po domowym meczu z beniaminkiem Zagłębiem Sosnowiec, który Lechia wygrała 4:1 i ponadto znalazła się na prowadzeniu w tabeli. Bramki w tamtym spotkaniu strzelali Patryk Lipski (dwukrotnie), Jarosław Kubicki (pierwszy gol od czasu gry dla Lechii) oraz Flavio. Prowadzenie utracono po kolejce czternastej, w której zremisowano 1:1 w Gliwicach z Piastem, po wyrównującej bramce Lukasa Haraslina. Ponownie jednak Lechia znalazła się na pierwszym miejscu po kolejce następnej – w trzynastej kolejce pokonano w derbach Trójmiasta Arkę Gdynia na swoim stadionie 2:1 po bramkach Błażeja Augustyna oraz Flavio. Od tej wygranej aż do kolejki numer 31. zespół Piotra Stokowca przewodził ligowej stawce. Po derbowej wygranej Lechia wygrała sześć kolejnych spotkań z rzędu. Najpierw zwyciężono w Poznaniu z Lechem (pierwszy raz od 1966 roku) 0:1, a jedynego gola strzelił Flávio. Następnie w meczu 1/16 Pucharu Polski wygrano 1:3 (Vitoria, Sobiech oraz Haraslin) w Rzeszowie z drugoligową Resovią i tym samym awansowano do kolejnej rundy. W piętnastej kolejce ligowej po golu Flavio pokonano u siebie Cracovię 1:0, później wygrano na swoim terenie z Jagiellonią 3:2 (bramki Flavio, Jarosława Kubickiego oraz Michała Nalepy), a ostatnim ligowym meczem z serii wygranych spotkań był pojedynek ze Śląskiem we Wrocławiu wygrany 0:2 po trafieniach ponownie Nalepy oraz Haraslina. Następnie wygrano jeszcze w Niecieczy z Bruk-Bet Termalicą Nieciecza w ramach 1/8 Pucharu Polski (gole Łukasika, Makowskiego oraz Wolskiego). Dopiero spotkanie w osiemnastej kolejce u siebie z Legią nie zakończyło się wygraną Lechii. W meczu tym padł bezbramkowy remis, podobnie jak w następnej kolejce w Legnicy. Rundę jesienną ekipa z Gdańska zakończyła domowym triumfem nad Górnikiem Zabrze aż 4:0 (strzelali Sobiech, Wolski, Mladenović oraz Flavio) i przerwę zimową Lechia spędziła na pierwszym miejscu w tabeli.
Rundę wiosenną Lechia rozpoczęła od domowego spotkania z Pogonią Szczecin, które gospodarze wygrali 2:1 po golach Filipa Mladenovicia oraz Flavio. Następnie bezbramkowo zremisowano w Kielcach z Koroną, a w następnej kolejce pokonano u siebie krakowską Wisłę 1:0 po trafieniu ponownie Filipa Mladenovicia. Kolejny w kalendarzu Lechii był wyjazd na ćwierćfinał Pucharu Polski do Zabrza. Lechia wygrała z Górnikiem 1:2 po bramkach Michała Maka oraz Tomasza Makowskiego i awansowała do półfinału. Po meczu w Zabrzu zagrano na wyjeździe w Lubinie w ramach dwudziestej czwartej kolejki ligowej, gdzie Lechia poniosła swoją pierwszą od dziesiątej kolejki porażkę. Gospodarze wygrali 2:1, a jedynego gola dla gości strzelił Jarosław Kubicki. Nie udało się wygrać także u siebie z Wisłą Płock – mecz z Nafciarzami tylko zremisowano 1:1 po wyrównującym golu Flavio. Wygrano natomiast w Sosnowcu z Zagłębiem 0:1 po trafieniu Daniela Łukasika, a w następnej kolejce pokonano także u siebie Piasta Gliwice 2:0 po trafieniach obrońców Błażeja Augustyna oraz Michała Nalepy. W kolejce numer dwadzieścia osiem zremisowano 0:0 w Gdyni z Arką w derbach Trójmiasta, a w kolejnej pokonano w Gdańsku poznańskiego Lecha 1:0 po bramce Artura Sobiecha. Sobiech strzelił też jedynego gola w wygranym 0:1 meczu półfinałowym Pucharu Polski w Częstochowie, w którym Lechia podejmowała lidera drugiego poziomu rozgrywkowego – Rakowa Częstochowa. Zwycięstwo oznaczało trzeci występ w finale Pucharu Polski dla Lechii Gdańsk w historii (pierwszy miał miejsce w roku 1955, a drugi w 1983). Na zakończenie fazy zasadniczej Ekstraklasy gdańszczanie przegrali w Krakowie z Cracovią 4:2 mimo prowadzenia po bramce Flavio (drugą bramkę zdobył Patryk Lipski), jednak po trzydziestu kolejkach nadal liderem tabeli byli Biało-Zieloni.

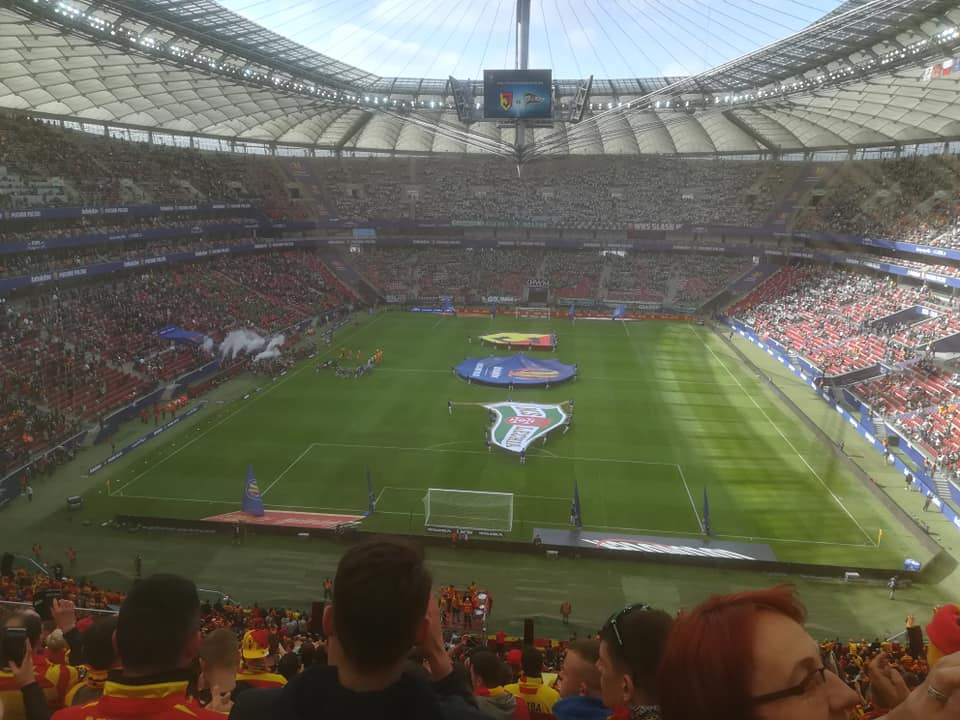
Finał Pucharu Polski 2018/2019 z udziałem Lechii Gdańsk i Jagiellonii Białystok

Grupę mistrzowską Lechia zaczęła od domowej porażki z Piastem Gliwice 0:2. Była to pierwsza porażka na swoim terenie w sezonie 2018/2019, która dodatkowo skutkowała utratą pierwszego miejsca na rzecz Legii. Fotel lidera odzyskano na jedną kolejkę po meczu w Szczecinie z Pogonią wygranym 3:4 (dwie bramki Artura Sobiecha i po jednej Konrada Michalaka oraz Patryka Lipskiego), jednak w kolejce numer trzydzieści trzy Lechia przegrała w kontrowersyjnych okolicznościach na swoim stadionie z Legią i już do końca sezonu nie wróciła na pierwsze miejsce. Mecz z ówczesnym mistrzem kraju zakończył się ostatecznie porażką 1:3 (Lechia prowadziła po golu Lukasa Haraslina). 2 maja odbył się trzeci finał (po występach w latach 1955 oraz 1983) Pucharu Polski Lechii w jej historii. Na PGE Narodowym w Warszawie Lechia pokonała Jagiellonię Białystok 1:0 po bramce Artura Sobiecha w doliczonym czasie gry i zapewniła sobie drugi w historii start w europejskich pucharach. Kolejka trzydziesta czwarta to trzecia już w tym sezonie porażka w Krakowie, tym razem ponownie z Cracovią – wynik to 2:0 (poprzednie porażki to 5:2 z Wisłą oraz 4:2 z Cracovią). Następnie tylko zremisowano mecz domowy z lubińskim Zagłębiem 1:1 (wyrównujący gol Michała Maka), a szansę na pierwsze historyczne mistrzostwo Polski ostatecznie stracono w przedostatniej kolejce, gdy przegrano w Poznaniu z Lechem 2:1 (ponownie bramka Maka). Sezon zakończono domowym pojedynkiem z Jagiellonią Białystok, wygranym po bramkach Karola Fili oraz Jarosława Kubickiego 2:0. Lechia wyrównała swój najlepszy ligowy wynik w historii i zajęła drugi raz trzecie miejsce, powtarzając sukces z sezonu 1955/1956. Do pierwszego Piasta Gliwice drużynie zabrakło ostatecznie pięciu punktów.

### Sezon 2019/2020
Lechię w tym sezonie nadal prowadził Piotr Stokowiec. Sezon ligowy gdańszczanie rozpoczęli 19 lipca w Łodzi, gdzie bezbramkowo zremisowali z beniaminkiem, czyli Łódzkim Klubem Sportowym. Wcześniej jednak Lechia zagrała jeszcze w Gliwicach mecz o Superpuchar Polski z mistrzem Polski Piastem Gliwice, który wygrała 1:3 po dwóch trafieniach Lukasa Haraslina oraz jednym Jarosława Kubickiego. Gdański zespół był także jednym z czterech (obok Piasta, Legii oraz Cracovii) zespołów, które reprezentowały Polskę w europejskich pucharach w tamtym sezonie. Swojego rywala w II rundzie eliminacji do Ligi Europy drużyna poznała 19 czerwca (lepszy z pary Brøndby IF/Inter Turku). Pierwsze po 36 latach spotkanie w europejskich pucharach na swoim stadionie gdański klub rozegrał 25 lipca w pierwszym meczu drugiej rundy eliminacji do Ligi Europejskiej z duńskim Brøndby IF, które pokonał 2:1 po bramkach Flávio Paixão oraz Patryka Lipskiego. Pierwszy ligowy mecz na własnym obiekcie drużyna rozegrała 28 lipca z zespołem Wisły Kraków w ramach drugiej kolejki PKO Ekstraklasy. Mecz zakończył się wynikiem 0:0. Rewanż z Brøndby IF odbył się 1 sierpnia, Lechia przegrała ten mecz 4:1 po dogrywce w której Brøndby IF strzeliło 2 gole. Po tym meczu drużyna odpadła z europejskich pucharów. W 3. kolejce biało-zieloni wygrali na wyjeździe z Wisłą Płock 1:2, a w następnej kolejce na własnym stadionie zremisowali z Jagiellonią Białystok. W kolejnym ligowym spotkaniu gdańszczanie polegli w wyjazdowym meczu z Rakowem. Domowy mecz przyjaźni ze Śląskiem Wrocław zakończył się remisowym wynikiem 1:1 po golu Rafała Wolskiego w doliczonym czasie. W czterech następnych kolejkach Lechia zdobyła komplet punktów, pokonując Mistrza Polski zeszłego sezonu Piasta Gliwice 1:2 na wyjeździe, Lecha Poznań 2:1 i Koronę Kielce 2:0 przed własną publicznością, a następnie po raz pierwszy od ponad 6 lat na wyjeździe Legię Warszawa 1:2. 24 września na boisku Gryfa Wejherowo lechiści zwyciężyli 2:3 i awansowali do 1/16 finału Pucharu Polski. Zwycięska seria została przerwana porażką 1:2 w domowym meczu z Zagłębiem Lubin. W 11. kolejce zremisowano 2:2 w Gdyni z Arką w derbach Trójmiasta, a w 12. zremisowano w Gdańsku 1:1 z Górnikiem Zabrze. 30 października biało-zieloni pokonali 0:2 Chełmiankę Chełm na jej boisku i awansowali do 1/8 finału Pucharu Polski. W dwóch następnych ligowych spotkaniach przegrano 1:0 z Cracovią w Krakowie po trafieniu w doliczonym czasie Pelle van Amersfoorta i na swoim stadionie 0:1 z Pogonią Szczecin. W trzech następnych kolejkach Lechia zdobyła komplet punktów, pokonując u siebie ŁKS 3:1, na wyjeździe Wisłę Kraków 0:1, u siebie Wisłę Płock 2:0. 4 grudnia biało-zieloni zwyciężyli przed własną publicznością 3:2 (0:2 po I połowie) w meczu pucharowym z Zagłębiem Lubin i awansowali do ćwierćfinału finału Pucharu Polski. Był to pierwszy mecz pucharowy w Gdańsku po 5 latach przerwy. W dwóch ostatnich kolejkach jesiennej rundy gdańszczanie ulegli 3:0 Jagielloni w Białymstoku i Rakowowi 0:3 na swoim stadionie. Po zakończeniu rundy jesiennej Lechia zajmowała 7. miejsce w tabeli.
Runda wiosenna rozpoczęła się od remisu 2:2 w meczu przyjaźni na wyjeździe ze Śląskiem Wrocław po utracie gola w doliczonym czasie. W 22. kolejce biało-zieloni pokonali na własnym stadionie 1:0 Piasta Gliwice, lecz kolejkę później ulegli poznańskiemu Lechowi 2:0. W następnym meczu udało się zdobyć komplet punktów po wyjazdowej wygranej z Koroną Kielce 1:2. Przegraną 0:2 zakończyło się domowe spotkanie z Legią Warszawa. W 26. kolejce sezonu zremisowano w meczu wyjazdowym z Zagłębiem Lubin 4:4, a wszystkie gole były pierwszymi golami zdobytymi przez Conrado, Łukasza Zwolińskiego, Jaroslava Mihalika (dwie bramki) w barwach Lechii. 11 marca gdańszczanie wygrali 2:1 z Piastem Gliwice mecz pucharowy i awansowali do półfinału Pucharu Polski. W 27 kolejce rozegrano w Gdańsku 44. derby Trójmiasta zwyciężone wynikiem 4:3 przez gospodarzy po 3 golach Flávio Paixão i 1 golu Łukasza Zwolińskiego. Podczas tego spotkania padł rekord goli w derbowych meczach. W trzech ostatnich kolejkach zremisowano w Zabrzu z Górnikiem 2:2 dzięki trafieniom Łukasza Zwolińskiego, przegrano na własnym stadionie 1:3 z Cracovią, zremisowano na wyjeździe z Pogonią Szczecin 1:1. Po zakończeniu rundy zasadniczej Lechia zajmowała 8. miejsce w tabeli, dzięki czemu zakwalifikowała się do grupy mistrzowskiej rundy finałowej.
Runda finałowa również rozpoczęła się od wyjazdowego meczu z Pogonią Szczecin, tym razem wygranego 0:1 po golu Kenny'ego Saiefa. W dwóch następnych kolejkach biało-zieloni zdobyli komplet punktów w meczach z Piastem Gliwice (1:0) i Jagiellonią Białystok (1:2), jednak w 34. kolejce ulegli Cracovii 0:3. 8 lipca lechiści pokonali w półfinale Pucharu Polski na wyjeździe Lecha Poznań w rzutach karnych 3:4 i awansowali po raz czwarty do finału rozgrywek, natomiast 4 dni później w meczu ligowym ulegli poznaniakom 3:2, tracąc szanse na ligowe podium. W 36. kolejce w ostatnim domowym spotkaniu sezonu zremisowano 0:0 z Legią Warszawa. Po wygraniu wyjazdowego spotkania ze Śląskiem Wrocław 1:2 w 37. kolejce, Lechia zakończyła sezon na 4. miejscu.
24 lipca Lechia zagrała czwarty raz w swojej historii w finale Pucharu Polski, jednak przegrała z Cracovią 3:2 po dogrywce.

### Sezon 2020/2021
Lechia zakończyła sezon ligowy na 7. miejscu. Z rozgrywek Pucharu Polski odpadła po przegranej z Puszczą Niepołomice 3:1 w 1/8 finału.

### Sezon 2021/2022
Gdańszczanie rozpoczęli sezon od wyjazdowego meczu z Jagiellonią Białystok, gdzie padł remis 1:1. W drugiej kolejce po raz pierwszy od pięciu lat Lechia zwyciężyła z Wisłą Płock 1:0 po samobójczym golu Dawida Kocyły pierwsze domowe spotkanie sezonu. Kolejna kolejka przyniosła Lechii punkt za zremisowany mecz wyjazdowy ze Śląskiem Wrocław 1:1 po trafieniu Tomasza Makowskiego w doliczonym czasie. W 10. rocznicę pierwszego meczu na obecnym stadionie Biało-Zieloni zatriumfowali w meczu z Cracovią (pierwszy rywal Lechii na obecnym stadionie) zwyciężonym 3:0. W 5. kolejce w meczu z będącym na pozycji lidera Lechem Poznań zakończonym wynikiem 2:0 Lechia doznała pierwszej porażki w sezonie. Po tym meczu Lechia nie przegrała kolejnych 10 meczów. Domowy mecz z Radomiakiem Radom zakończył się  remisem 2:2, mimo prowadzenia gospodarzy po I połowie 2:0. Po tym meczu rozwiązano umowę z dotychczasowym trenerem Piotrem Stokowcem. Jego następcą został Tomasz Kaczmarek, a Lechia pierwsze spotkanie pod jego wodzą zremisowała na wyjeździe z Wisłą Kraków 2:2 po utracie gola w doliczonym czasie, jednak w następnym meczu wygrała przed własną publicznością z Piastem Gliwice 1:0. 21 września w meczu pucharowym Lechia pewnie zwyciężyła w Białymstoku 1:3 i awansowała do 1/16 finału rozgrywek. W 9. kolejce pokonano na wyjeździe Górnik Łęczna 4:0, z czego trzeci gol był pierwszą bramką Kacpra Sezonienki w barwach Lechii. Następna kolejka również zakończyła się zdobyciem kompletu punktów po zdecydowanym domowym zwycięstwie nad Legią Warszawa 3:1 i zajęciem pozycji wicelidera w ligowej tabeli. Tomasz Kaczmarek został po raz pierwszy w historii rozgrywek Ekstraklasy trenerem miesiąca (wrzesień 2021) w miesiącu swojego debiutu. Zwycięstwo z Termalicą Nieciecza 0:2 w 11. kolejce zapewniło drużynie chwilowo pozycję lidera. Domowy remis 1:1 z Górnikiem Zabrze, mimo optycznej przewagi biało-zielonych, przerwał passę 5 zwycięstw z rzędu. W meczu 1/16 finału Pucharu Polski 26 października, mimo prowadzenia 0:1 po I połowie, Lechia została nieoczekiwanie pokonana przez Świt Nowy Dwór Mazowiecki 2:1, kończąc swój udział w pucharowych rozgrywkach. Wyjazdowy mecz z Wartą Poznań zakończył się zwycięstwem 0:2 po trafieniu Flávio Paixão w doliczonym czasie i samobójczym golu Jana Grzesika w ostatniej minucie meczu. Domowy mecz z Zagłębiem Lubin (2:1) przyniósł drużynie komplet punktów po dwóch pierwszych trafieniach Marco Terrazino w barwach Lechii. Wyjazd do Mielca zakończył się podziałem punktów i wynikiem 3:3 mimo prowadzenia 1:3 do 66. minuty. Korzystna passa 10 ligowych meczów bez porażki zakończyła się w 16. kolejce porażką na wyjeździe z Pogonią Szczecin 5:1 i była to druga najwyższa przegrana Lechii w historii nieprzerwanej gry w Ekstraklasie od sezonu 2007/08. Od tej pory aż do 29. kolejki podopiecznych Tomasza Kaczmarka czeka seria wyjazdowych porażek i tym samym zdobywania wszystkich punktów jedynie na własnym boisku. Ostatnia kolejka pierwszej połowy sezonu przyniosła 3 punkty i powrót na podium po domowym zwycięstwie z Rakowem Częstochowa 3:1 (0:1 po I połowie) dzięki dwóm golom İlkaya Durmuşa i Flávio Paixão. Dwie pierwsze rewanżowe i jednocześnie ostatnie kolejki 2021 roku zakończyły się porażkami 1:2 z Jagiellonią w Gdańsku (jedyna domowa porażka w rundzie jesiennej) i 1:0 na wyjeździe z Wisłą Płock. Tym samym Lechia zakończyła rundę jesienną na 5. miejscu.
Wiosenną rundę zespół rozpoczął od domowego meczu przyjaźni ze Śląskiem Wrocław zwyciężonego 2:0. Następna kolejka zakończyła się porażką 0:2 z Cracovią i rozpoczęła serię 5 wyjazdowych porażek z rzędu. Domowy mecz 22. kolejki z Lechem Poznań zakończył się zwycięstwem Lechii 1:0 po trafieniu Filipa Koperskiego. Wyjazdowe spotkanie do Radomia zakończyło się zwycięstwem 2:0 gospodarzy. Następny mecz wygrano 1:0 z Wisłą Kraków przed własną publicznością. Na wyjeździe lechiści ulegli 1:0 gliwickiemu Piastowi, jednak u siebie zwyciężyli z Górnikiem Łęczna 2:0. Spotkanie rewanżowe w Warszawie w ramach 27. kolejki zakończyło się zwycięstwem Legionistów 2:1. Domowy rewanż z beniaminkiem Bruk-Bet Termalica Nieniecza zakończony wynikiem 2:0 przyniósł biało-zielonym 3 punkty. Przełamanie złej passy wyjazdowych spotkań nastąpiło w Zabrzu zwycięstwem 1:3 z miejscowym Górnikiem. Mimo licznych wyjazdowych porażek, po 29 kolejkach Lechia zajmowała 4. miejsce. Domowe spotkanie z Wartą Poznań zakończyło się zwycięstwem 2:0 po trafieniach Flávio Paixão. Tym samym Portugalczyk zapisał się w historii rozgrywek Ekstraklasy jako pierwszy obcokrajowiec, który zdobył 100 bramek. Wyjazdowy mecz z Zagłębiem Lubin zakończył się podziałem punktów przy wyniku 2:2. Dwie następne kolejki Lechia rozegrała na swoim stadionie kolejno ze Stalą Mielec (3:2) i Pogonią Szczecin (0:0), co zapewniło 4. miejsce na koniec sezonu i tym samym możliwość gry w Lidze Konferencji Europy. Na zakończenie sezonu biało-zieloni udali się do Częstochowy, gdzie z miejscowym Rakowem przegrali 3:0. Klub zakończył sezon na 4. miejscu.

### Sezon 2022/2023
W I rundzie eliminacji Ligi Konferencji Europy UEFA Lechia wyeliminowała Akademiję Pandew 6:2 w dwumeczu, natomiast w drugiej rundzie odpadła z Rapidem Wiedeń po porażce 1:2 na swoim stadionie (w Wiedniu padł bezbramkowy remis).
1 września 2022 Tomasz Kaczmarek został zwolniony z funkcji trenera Lechii Gdańsk, dzień po przegranym 0:3 ligowym spotkaniu przeciwko Lechowi Poznań, pozostawiając klub na ostatnim miejscu w tabeli Ekstraklasy. Po tym zdarzeniu funkcję trenera tymczasowego w drużynie objął Maciej Kalkowski. 19 września 2022 szkoleniowcem Lechii Gdańsk został Marcin Kaczmarek. 21 marca 2023 Marcin Kaczmarek został zwolniony z funkcji pierwszego trenera. Lechia w tabeli zajmowała miejsce 17., a w ostatnich 5 meczach odniosła jedno zwycięstwo i zanotowała cztery porażki. 21 marca 2023 trenerem Lechii Gdańsk został Hiszpan David Badia.
6 maja 2023, przegrywając domowe spotkanie przeciwko Zagłębiu Lubin 1:3, Lechia straciła matematyczne szanse na utrzymanie się w Ekstraklasie.
David Badía poprowadził biało-zielonych w dziewięciu ligowych spotkaniach, ich bilans to zwycięstwo, dwa remisy oraz pięć porażek. Ostatni mecz z Piastem Gliwice został przerwany przez pseudokibiców Lechii, ostatecznie został zweryfikowany jako walkower na niekorzyść klubu. 30 czerwca 2023 roku umowa szkoleniowca wygasła i nie została przedłużona. Lechia zakończyła sezon zdobywając 30 punktów, zajęła przedostatnie miejsce w tabeli i spadła do I ligi.
2 lipca 2023 ogłoszono, że Lechia ma nowego właściciela, którym został fundusz inwestycyjny Mada ze Zjednoczonych Emiratów Arabskich. Według medialnych doniesień Lechia kosztowała cztery miliony euro.

### Sezon 2023/2024
Gdańszczanie rozpoczęli sezon w I lidze od wyjazdowego meczu z Chrobrym Głogów, który wygrali 4:2. Pierwszego gola dla Lechii strzelił Jan Biegański, a hat trickiem popisał się nowy nabytek gdańskiego klubu Luis Fernandez. W kolejnym meczu i zarazem pierwszym meczu domowym w tym sezonie Lechia uległa Motorowi Lublin 0:1. Kolejna kolejka przyniosła Lechii punkt za zremisowany mecz z Wisłą Płock 1:1 po trafieniu Luisa Fernandeza w 36. minucie meczu. W 4. kolejce Lechia wygrała ze Zniczem Pruszków 1:0. Bramkę dla BKS-u zdobył Elias Olsson. Kolejny mecz Lechia zagrała z Resovią Rzeszów i przegrała go 2:0. Następnie Lechia zagrała z Podbeskidziem Bielsko-Biała i wygrała ten mecz 3:0. W kolejnych 3 meczach Lechia zanotowała porażkę z Zagłębiem Sosnowiec, remis z Odrą Opole, i zwycięstwo z GKS-em Katowice.
28 września odbyło się spotkanie 1/32 Pucharu Polski. Lechia zmierzyła się z Wisłą Kraków. Mecz zakończył się wynikiem 2:1 dla Wisły, co poskutkowało odpadnięciem Lechii z Pucharu Polski.
W kolejnych 6 meczach ligowych Lechia zwyciężyła 3 razy (ze Stalą Rzeszów, Polonią Warszawa i GKS-em Tychy) i 3 razy zremisowała (z Termalicą Nieciecza, Górnikiem Łęczna i Wisłą Kraków).
24 listopada odbyły się 45. Derby Trójmiasta. Mecz pomiędzy Arką a Lechią zakończył się wynikiem 1:0. Były to pierwsze przegrane przez Lechię derby od 2008 roku.
Następny mecz Lechia grała przeciwko Miedzi Legnica i wygrała go 2:0. Kolejny mecz także wygrali z Chrobrym Głogów 1:0, a ostatni mecz podczas rundy jesiennej zagrali przeciwko Motorowi Lublin i przegrali go 1:0. Rundę jesienną Lechia zakończyła na 4. miejscu w tabeli z 32 zdobytymi punktami i ze stratą tylko 2 punktów do lidera.

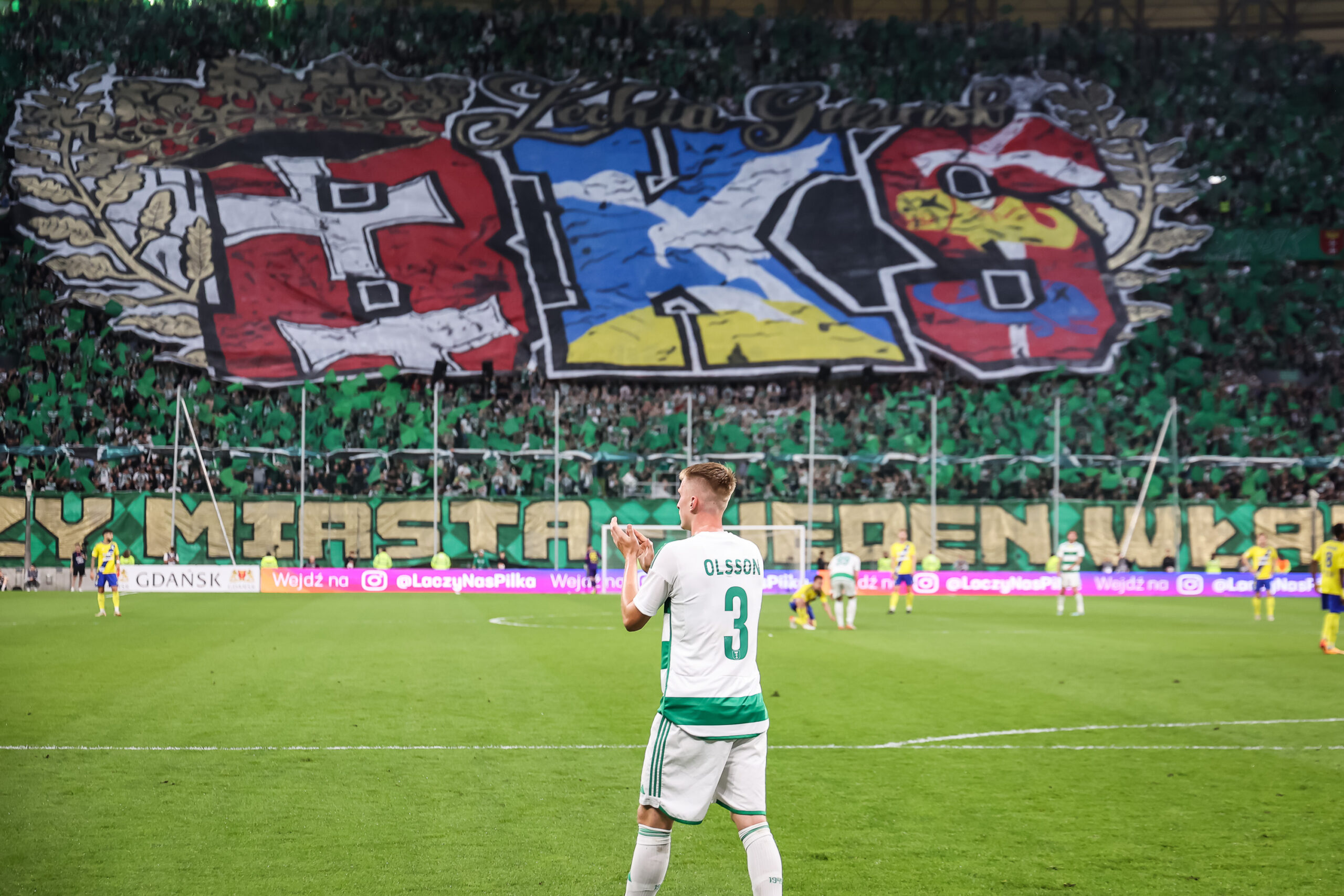
Oprawa kibiców Lechii podczas 46. Derbów Trójmiasta

Rundę wiosenną Lechia rozpoczęła 6 zwycięstwami z rzędu (z Wisłą Płock, Zniczem Pruszków, Resovią Rzeszów, Podbeskidziem Bielsko-Biała, Zagłębiem Sosnowiec, Odrą Opole). Zwycięską passę przerwał GKS Katowice wygrywając z Lechią 1:0. Następnie Lechia wygrała 3 mecze z rzędu (z Termalicą Nieciecza – 3:1, z Górnikiem Łęczna – 1:0 oraz z Polonią Warszawa – 1:0). Kolejny mecz Lechia grała ze Stalą Rzeszów i przegrała go 4:2. Następna kolejka również zakończyła się zdobyciem kompletu punktów po zdecydowanym domowym zwycięstwie nad GKS-em Tychy 3:0. Wyjazd do Krakowa zakończył się zdobyciem kompletu punktów, co spowodowało awans Lechii do Ekstraklasy. Mecz z Wisłą Kraków zakończył się wynikiem 4:3.
19 maja odbyły się 46. Derby Trójmiasta. Mecz pomiędzy Lechią a Arką zakończył się wynikiem 2:1. Bramkę na wagę zwycięstwa strzelił Camilo Mena w 84. minucie meczu. Mecz z trybun obejrzało 36483 widzów, co ustanowiło nowy rekord frekwencji w rozgrywkach Fortuna I Ligi.
Ostatni mecz ligowy w sezonie 2023/2024 Lechia grała na wyjeździe w Legnicy z Miedzią Legnica. Mecz zakończył się wynikiem 4:1 dla Miedzi. Bramkę dla Lechii zdobył Jakub Sypek w 2. minucie meczu po asyście Tomasa Bobcka.

### Sezon 2024/2025
Przed sezonem 2024/2025 Gdańszczanie rozegrali 3 mecze sparingowe. Pierwszy z nich odbył się 3 lipca w Cetniewie. Lechiści zremisowali 1:1 z Chojniczanką Chojnice. Kolejny mecz odbył się 6 lipca w Centrum Treningowym Legii Warszawa w Książenicach, gdzie lechiści zremisowali z Wojskowymi 1:1. Ostatni z tych meczów odbył się 12 lipca w Brześciu Kujawskim. Spotkanie znów zakończyło się remisem 1:1, przeciwnikiem Lechii była Wisła Płock.
W tym sezonie pierwszym przeciwnikiem Lechii został Śląsk Wrocław. W 12. minucie Tomasz Neugebauer został strzelcem pierwszej bramki dla Lechii w tym sezonie, oddał strzał z dystansu, który wylądował w bramce wrocławian i wyprowadził Biało-Zielonych na prowadzenie. Mecz przyjaźni zakończył się wynikiem 1:1. W kolejnym meczu i zarazem pierwszym meczu domowym w tym sezonie Lechia uległa Motorowi Lublin 0:2. Kolejne 4 mecze przyniosły Gdańszczanom tylko jeden punkt. Lechia przegrała 1:3 z Lechem Poznań, zremisowała 1:1 z Zagłębiem Lubin, oraz przegrała z Puszczą Niepołomice (1:4) i Rakowem Częstochowa (1:2).
16 sierpnia zmarł Zbigniew Golemski, który był dyrektorem klubu w latach 80. XX wieku, kiedy Lechia odnosiła największe sukcesy, zdobywając Puchar i Superpuchar Polski, czy rywalizując ze słynnym Juventusem.
Pierwsze zwycięstwo w tym sezonie Lechia odniosła 1 września, wygrywając z Górnikiem Zabrze 3:2. W kolejnym meczu Biało-Zieloni również odnieśli zwycięstwo, wygrywając 1:0 z Radomiakiem Radom. Następny mecz przerwał dobrą passe. Lechia przegrała 2:3 Jagiellonią Białystok.
18 września zmarł Zbigniew Kociołek, trener Lechii w sezonach 1986/87 i 1987/88. 22 września zmarł Andrzej Głownia, piłkarz Lechii w latach 1969-1970 oraz 1972-1980.
24 września odbył się mecz I rundy Pucharu Polski w którym Lechia zmierzyła się z Pogonią Grodzisk Mazowiecki. W 50. minucie spotkania Louis D’Arrigo zdobył gola dla Lechii. Drużyna Pogoni wyrównała dopiero w doliczonym czasie gry. Po dwóch połowach nie poznaliśmy rozstrzygnięcia i niezbędne było rozegranie dogrywki. minutach Mecz zakończył się dopiero po serii rzutów karnych w których zwyciężyła drużyna Pogoni 4:3 i tym sposobem Biało-Zieloni odpadli z rozgrywek o Puchar Polski.
W ostatnim wrześniowym meczu ligowym Lechia zremisowała 1:1 z Widzewem Łódź. Kolejny mecz także nie przyniósł punktów. Lechia przegrała 2:1 ze Stalą Mielec. W następnej kolejce rywalem Biało-Zielonych była Legia Warszawa i na ten mecz zostały wyprzedane bilety. Mecz zakończył się porażką Lechii 0:2. Po meczu wydarzył się karambol na remontowanym odcinku drogi S7 na wysokości Borkowa w którym zginęło czworo młodych kibiców. Najmłodsza ofiara miała zaledwie 7 lat. Kolejny mecz przyniósł Lechii jeden punkt. Mecz zakończył się wynikiem 3:3 a przeciwnikiem był Piast Gliwice. W 14. kolejce Cracovia odebrała Lechii punkty wygrywając 2:1. Kolejny mecz z Koroną Kielce zakończył się bezbramkowym remisem.
23 listopada odbył się mecz z Pogonią Szczecin. Biało-Zieloni przegrali 3:0. Po tej przegranej Szymon Grabowski został zawieszony w pełnieniu obowiązków trenera. Decyzja została przekazana podczas spotkania z Zarządem Klubu. Do momentu wyboru nowego trenera pierwszego zespołu obowiązki trenera zespołu przejęli Kevin Blackwell oraz Radosław Bella (dotychczasowy asystent trenera). Mimo tego w następnej kolejce lechiści znów ponieśli porażkę. Mecz z GKS-em Katowice zakończył się wynikiem 0:2. Do tego momentu Lechia zajmowała 17 miejsce w tabeli zdobywając jedynie 11 punktów.
30 listopada John Carver został nowym trenerem Lechii. Anglik od sierpnia 2020 roku pracował jako asystent trenera reprezentacji Szkocji. Lechia porozumiała się z Federacją Szkocji, aby John Carver mógł rozpocząć natychmiast pracę w Lechii. Jednocześnie klub i federacja uzgodniły, że podczas przerwy na mecze reprezentacji w marcu 2025 trener Carver będzie obecny w sztabie reprezentacji Szkocji podczas barażowego dwumeczu z Grecją. W pierwszym meczu od zmiany trenera Lechia odniosła trzecie zwycięstwo w sezonie. Mecz przyjaźni ze Śląskiem Wrocław zakończył się wynikiem 1:0.
27 grudnia Lechia została ukarana przez Komisję ds. Licencji Klubowych PZPN. Polski Związek Piłki Nożnej zawiesił licencję jej na grę w Ekstraklasie. Klub z Gdańska nie spełnił wymogów nadzoru finansowego. Po zapoznaniu się z decyzją Komisji ds. Licencji Klubowych PZPN władzę klubu poinformowały kibiców, że klub pracuje nad rozliczeniem należności zgodnie z wymogami i z przyjętym harmonogramem spłat.
Podczas przerwy zimowej Lechia miała zgrupowanie w Turcji. Podczas zgrupowania rozegrali 3 sparingi. 15 stycznia zmierzyli się z OFK Beograd. Mecz zakończył się zwycięstwem Biało-Zielonych 4:2. Następny sparing odbył się 18 stycznia. Lechia pokonała Polissie Żytomierz 1:0. Ostatni sparing rozegrany został 21 stycznia a rywalem Gdańszczan był MFK Karviná. Mecz zakończył się wynikiem 4:3 dla Biało-Zielonych.
30 stycznia Komisja ds. Licencji Klubowych PZPN przywróciła Lechii Gdańsk licencję na grę w PKO Bank Polski Ekstraklasie w sezonie 2024/2025. Zakaz transferowy został podtrzymany do momentu uregulowania należności względem Ruchu Chorzów zgodnie z zawartym porozumieniem. Termin spłaty przypada na 10 lutego 2025 roku. Następnego dnia sponsorem Lechii została firma LV BET. Pierwszy mecz ligowy w nowym roku odbył się 1 lutego. Gdańszczanie zremisowali 1:1 z Motorem Lublin.
6 lutego zmarł Andrzej Marchel, który był kluczowym obrońcą drużyny, z którą zdobył Puchar Polski w sezonie 1982/1983 oraz Superpuchar Polski w 1983 roku. 7 lutego zmarł Rafał Skórski, trener bramkarzy Lechii w latach 2014-2015.
W 20. kolejce Ekstraklasy Biało-Zieloni sensacyjnie pokonali lidera tabeli. Lech Poznań uległ Gdańszczanom 1:0. Zwycięskiego gola zdobył Tomas Bobcek.
12 lutego licencja Lechii na grę w Ekstraklasie została automatycznie zawieszona w związku w nieuregulowaniem płatności za Tomasza Wójtowicza. 14 lutego Lechia wydała oświadczenie w którym poinformowała kibiców, że należności wobec Ruchu Chorzów za transfer Tomasza Wójtowicza, zostały uregulowane.
Kolejny mecz przeciwko Zagłębiu Lubin przyniósł Lechii kolejne 3 punkty. Mecz zakończył się 3:1, a strzelcami bramek zostali Tomáš Bobček (w 30 i 55 minucie) oraz Maksym Chłań (w 39 minucie). Po tym meczu podopieczni Johna Carvera byli już o krok od wyjścia ze strefy spadkowej. Przegrane z Puszczą Niepołomice, Rakowem Częstochowa oraz Górnikiem Zabrze utrudniły to zadanie. Spektakularne zwycięstwo z Mistrzem Polski, Jagiellonią Białystok, doprowadziło Lechię do wyjścia ze strefy spadkowej. W kolejnym meczu Lechia grała z Widzewem Łódź. Mecz zakończył się porażką Biało-Zielonych 0:2 i powrotem Lechii do strefy spadkowej. 14 kwietnia 2025 roku Lechia Gdańsk dokonała spłaty drugiej raty za transfer Tomasza Wójtowicza. W następnej kolejce Ekstraklasy, Biało-Zieloni pokonali Stal Mielec 3:2. Lechia po raz kolejny opuściła strefę spadkową, gola na wagę zwycięstwa strzelił Tomasz Neugebauer w 93 minucie meczu. Mecz w Warszawie z Legią doprowadził do powrotu Gdańszczan do strefy spadkowej. W 30. kolejce Ekstraklasy lechiści pokonali u siebie Piast Gliwice 3:1. To zwycięstwo przybliżyło Lechię do utrzymania się w pierwszej klasie rozgrywkowej.
29 kwietnia Komisji ds. Licencji Klubowych PZPN nie przyznała Lechii licencji na grę w Ekstraklasie w sezonie 2025/2026. Klub poinformował kibiców o rozpoczęciu procesu odwołania do Komisji Odwoławczej.
W spotkaniu w Krakowie, Lechia uzyskała komplet punktów. Cracovia przegrała mecz 2:0. Ten mecz oddalił Lechię od strefy spadkowej. Kolejny mecz, przeciwko Koronie Kielce, zakończył się zwycięstwem Biało-Zielonych 3:2. To zwycięstwo oraz przegrana Puszczy Niepołomice ze Stalą Mielec zapewniły Lechii utrzymanie w Ekstraklasie.
16 maja Komisji ds. Licencji Klubowych PZPN zmieniła decyzję i przyznała Lechii licencję na grę w Ekstraklasie w sezonie 2025/2026 z nadzorem finansowym rozszerzonym. Biało-Zieloni zostali także ukarani odjęciem pięciu punktów w nowym sezonie.
W dwóch ostatnich meczach Biało-Zieloni zdobyli 1 punkt remisując z Pogonią Szczecin oraz przegrywając z GKS-em Katowice. 23 maja trener John Carver podpisał nową umowę, która będzie obowiązywać 3 lata.

### Historyczne nazwy klubu
| 1945 | Biuro Odbudowy Portów          | Baltia Gdańsk         |      |
| 1946 | Klub Sportowy (KS)             | Lechia Gdańsk         |      |
| 1950 | Budowlany Klub Sportowy (BKS)  | Budowlani Gdańsk      |      |
| 1955 | Budowlany Klub Sportowy (BKS)  | Lechia Gdańsk         |      |
| 1992 | Football Club (FC)             | Lechia Gdańsk         | S.A. |
| 1995 | Klub Sportowy (KS)             | Lechia/Olimpia Gdańsk |      |
| 1996 | Klub Sportowy (KS)             | Lechia Gdańsk         |      |
| 1998 |                                | Lechia/Polonia Gdańsk |      |
| 2001 | Ośrodek Szkolenia Piłkarskiego | Lechia Gdańsk         |      |
| 2009 | Klub Sportowy (KS)             | Lechia Gdańsk         | SA   |

## Sukcesy

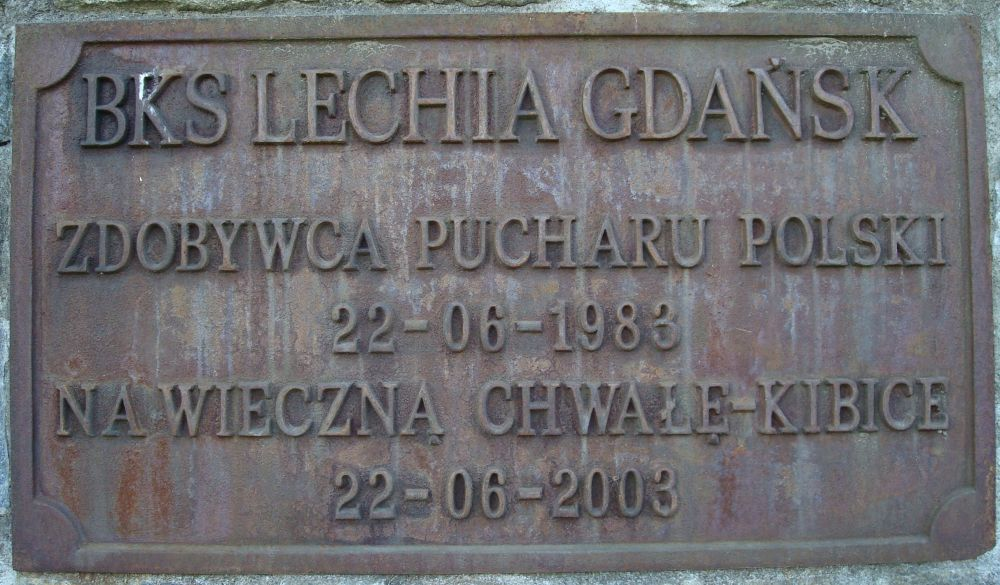
Tablica upamiętniająca zdobycie Pucharu Polski w 1983

### Trofea krajowe
| \| \| Zdobyte trofea w rozgrywkach Polski (stan na: 01-06-2023) \| |                                                           |      |            |
| Rozgrywki                                                          | Osiągnięcie                                               | Razy | Sezon(y)   |
| Mistrzostwo                                                        | I miejsce                                                 | 0    |            |
| Mistrzostwo                                                        | II miejsce                                                | 0    |            |
| Mistrzostwo                                                        | III miejsce                                               | 2    | 1956, 2019 |
| Puchar                                                             | zdobywca                                                  | 2    | 1983, 2019 |
| Puchar                                                             | finalista                                                 | 2    | 1955, 2020 |
| Superpuchar                                                        | zdobywca                                                  | 2    | 1983, 2019 |
| Superpuchar                                                        | finalista                                                 | 0    |            |
| Polska                                                             | Zdobyte trofea w rozgrywkach Polski (stan na: 01-06-2023) |      |            |

- Mistrzostwo Polski juniorów U-19: 1957
- Mistrzostwo Polski juniorów U-17: 1993, 1995, 2004, 2008

## Poszczególne sezony
| Sezon     | Rozgrywki ligowe      | Rozgrywki ligowe              | Rozgrywki ligowe | Puchar Polski (rozgrywki centralne) | Inne rozgrywki, dodatkowe informacje i uwagi | Inne rozgrywki, dodatkowe informacje i uwagi |
| Sezon     | Liga                  | Liga                          | Miejsce          | Puchar Polski (rozgrywki centralne) | Inne rozgrywki, dodatkowe informacje i uwagi | Inne rozgrywki, dodatkowe informacje i uwagi |
| --------- | --------------------- | ----------------------------- | ---------------- | ----------------------------------- | --- | --- |
| 1945/1946 | eliminacje do Klasy A | eliminacje do Klasy A         | 1/4              | nie rozgrywano                      | Pierwsze derby Gdańska pomiędzy Lechią i Gedanią. | Pierwsze derby Gdańska pomiędzy Lechią i Gedanią. |
| 1946      | II                    | Klasa A (gr. gdańska)         |                  | nie rozgrywano                      | | |
| 1946/1947 | II                    | Klasa A (gr. gdańska)         | 1                | nie rozgrywano                      | 5. miejsce w grupie finałowej eliminacji o I ligę | 5. miejsce w grupie finałowej eliminacji o I ligę |
| 1947/1948 | II                    | Klasa A (gr. gdańska)         | 1                | nie rozgrywano                      | 1. miejsce w grupie finałowej eliminacji o I ligę i awans.                                                                                                  | Najwyżej notowany klub z Pomorza. |
| 1949      | I                     | I liga                        | 12/12            | nie rozgrywano                      | | Najwyżej notowany klub z Pomorza. |
| 1950      | II                    | II liga (gr. zachodnia)       | 6/10             | nie rozgrywano                      | | Najwyżej notowany klub z Pomorza. |
| 1951      | II                    | II liga (gr. A)               | 1/8              | I runda                             | Awans po barażach. | Najwyżej notowany klub z Pomorza. |
| 1952      | I                     | I liga                        | 7/10             | 1/4 finału                          | 6. miejsce w Pucharze Zlotu Młodych Przodowników | Najwyżej notowany klub z Pomorza. |
| 1953      | I                     | I liga                        | 12/12            | nie rozgrywano                      | | Najwyżej notowany klub z Pomorza. |
| 1954      | II                    | II liga                       | 2/11             | 1/16 finału                         | Pierwsza drużyna odpadła w I rundzie Pucharu Polski. Do 1/16 finału zakwalifikowała się drużyna rezerw.                                                     | Najwyżej notowany klub z Pomorza. |
| 1955      | I                     | I liga                        | 5/12             | finał                               | | Najwyżej notowany klub z Pomorza. |
| 1956      | I                     | I liga                        | 3/12             | Runda eliminacyjna                  | | Najwyżej notowany klub z Pomorza. |
| 1957      | I                     | I liga                        | 5/12             | 1/8 finału                          | | Najwyżej notowany klub z Pomorza. |
| 1958      | I                     | I liga                        | 8/12             | nie rozgrywano                      | | Najwyżej notowany klub z Pomorza. |
| 1959      | I                     | I liga                        | 6/12             | nie rozgrywano                      | | Najwyżej notowany klub z Pomorza. |
| 1960      | I                     | I liga                        | 9/12             | nie rozgrywano                      | | Najwyżej notowany klub z Pomorza. |
| 1961      | I                     | I liga                        | 8/12             | nie rozgrywano                      | | Najwyżej notowany klub z Pomorza. |
| 1962      | I                     | I liga                        | 9/12             | 1/16 finału                         | | |
| 1962/1963 | I                     | I liga                        | 13/14            | 1/16 finału                         | | |
| 1963/1964 | II                    | II liga                       | 10/16            | I runda                             | | |
| 1964/1965 | II                    | II liga                       | 7/16             | II runda                            | Pierwsze derby Trójmiasta pomiędzy Lechią i Arką Gdynia. | Pierwsze derby Trójmiasta pomiędzy Lechią i Arką Gdynia. |
| 1965/1966 | II                    | II liga                       | 6/16             | 1/16 finału                         | | |
| 1966/1967 | II                    | II liga                       | 13/16            | 1/8 finału                          | | |
| 1967/1968 | III                   | III liga (gr. IV)             | 2/16             | I runda                             | Pierwsze derby Gdańska pomiędzy Lechią i Polonią. | Pierwsze derby Gdańska pomiędzy Lechią i Polonią. |
| 1968/1969 | III                   | III liga (gr. IV)             | 5/16             | –                                   | | |
| 1969/1970 | III                   | III liga (gr. IV)             | 3/16             | –                                   | | |
| 1970/1971 | III                   | III liga (gr. IV)             | 2/16             | –                                   | | |
| 1971/1972 | III                   | III liga (gr. IV)             | 1/16             | –                                   | | |
| 1972/1973 | II                    | II liga                       | 7/16             | –                                   | | |
| 1973/1974 | II                    | II liga (gr. północna)        | 4/16             | 1/8 finału                          | | |
| 1974/1975 | II                    | II liga (gr. północna)        | 2/16             | 1/16 finału                         | | |
| 1975/1976 | II                    | II liga (gr. północna)        | 2/16             | 1/16 finału                         | | |
| 1976/1977 | II                    | II liga (gr. północna)        | 5/16             | 1/16 finału                         | | |
| 1977/1978 | II                    | II liga (gr. północna)        | 2/16             | I runda                             | | |
| 1978/1979 | II                    | II liga (gr. zachodnia)       | 3/16             | 1/4 finału                          | | |
| 1979/1980 | II                    | II liga (gr. zachodnia)       | 6/16             | II runda                            | | |
| 1980/1981 | II                    | II liga (gr. zachodnia)       | 7/16             | 1/8 finału                          | | |
| 1981/1982 | II                    | II liga (gr. zachodnia)       | 14/16            | III runda                           | | |
| 1982/1983 | III                   | III liga (gr. II)             | 1/14             | zwycięstwo                          | | |
| 1983/1984 | II                    | II liga (gr. zachodnia)       | 1/16             | –                                   | Superpuchar Polski | 1/16 finału Pucharu Zdobywców Pucharów |
| 1984/1985 | I                     | I liga                        | 12/16            | III runda                           | | |
| 1985/1986 | I                     | I liga                        | 14/16            | 1/16 finału                         | 3. miejsce w grupie Pucharu Intertoto. | 3. miejsce w grupie Pucharu Intertoto. |
| 1986/1987 | I                     | I liga                        | 11/16            | 1/16 finału                         | | |
| 1987/1988 | I                     | I liga                        | 12/16            | 1/8 finału                          | Spadek po barażach. | Spadek po barażach. |
| 1988/1989 | II                    | II liga (gr. wschodnia)       | 10/16            | 1/16 finału                         | | |
| 1989/1990 | II                    | II liga                       | 11/20            | II runda                            | Najwyżej notowany klub z Pomorza. | Najwyżej notowany klub z Pomorza. |
| 1990/1991 | II                    | II liga                       | 12/20            | III runda                           | | |
| 1991/1992 | II                    | II liga (gr. zachodnia)       | 8/18             | III runda                           | | |
| 1992/1993 | II                    | II liga (gr. zachodnia)       | 6/18             | 1/16 finału                         | | |
| 1993/1994 | II                    | II liga (gr. zachodnia)       | 14/18            | III runda                           | Pierwsze (i jedyne dotychczas) derby Trójmiasta pomiędzy Lechią i Arką Gdynia w Pucharze Polski.                                                            | Pierwsze (i jedyne dotychczas) derby Trójmiasta pomiędzy Lechią i Arką Gdynia w Pucharze Polski.                                                            |
| 1994/1995 | II                    | II liga (gr. zachodnia)       | 15/18            | II runda                            | | |
| 1995/1996 | III                   | III liga (gr. VII)            | 12/18            | III runda                           | Po fuzji z pierwszoligową Olimpią Poznań powstała Lechia/Olimpia Gdańsk, · ale dotychczasowy zespół jako Lechia Gdańsk kontynuował grę w III lidze.         | Po fuzji z pierwszoligową Olimpią Poznań powstała Lechia/Olimpia Gdańsk, · ale dotychczasowy zespół jako Lechia Gdańsk kontynuował grę w III lidze.         |
| 1995/1996 | I                     | I liga                        | 16/18            | –                                   | Po fuzji z pierwszoligową Olimpią Poznań powstała Lechia/Olimpia Gdańsk, · ale dotychczasowy zespół jako Lechia Gdańsk kontynuował grę w III lidze.         | Po fuzji z pierwszoligową Olimpią Poznań powstała Lechia/Olimpia Gdańsk, · ale dotychczasowy zespół jako Lechia Gdańsk kontynuował grę w III lidze.         |
| 1996/1997 | II                    | II liga (gr. zachodnia)       | 15/18            | 1/16 finału                         | Przed sezonem zespół III-ligowy zlikwidowano, a Lechię/Olimpię przemianowano na Lechię.                                                                     | Przed sezonem zespół III-ligowy zlikwidowano, a Lechię/Olimpię przemianowano na Lechię.                                                                     |
| 1997/1998 | III                   | III liga (gr. II)             | 3/18             | II runda                            | Po sezonie z fuzji z drugoligową Polonią Gdańsk powstała Lechia/Polonia Gdańsk.                                                                             | Po sezonie z fuzji z drugoligową Polonią Gdańsk powstała Lechia/Polonia Gdańsk.                                                                             |
| 1998/1999 | II                    | II liga (gr. zachodnia)       | 7/14             | 1/16 finału                         | Jako Lechia/Polonia Gdańsk. | |
| 1999/2000 | II                    | II liga                       | 14/24            | 1/16 finału                         | Jako Lechia/Polonia Gdańsk. | |
| 2000/2001 | II                    | II liga                       | 19/20            | II runda                            | Jako Lechia/Polonia Gdańsk. | III runda Pucharu Ligi |
| 2001/2002 | III                   | III liga (gr. II)             | 15/19            | Runda wstępna                       | W 2001 w obliczu upadku Lechii/Polonii Gdańsk (III liga) odtworzono samodzielną Lechię Gdańsk i zgłoszono do Klasy A. Po sezonie Lechię/Polonię rozwiązano. | W 2001 w obliczu upadku Lechii/Polonii Gdańsk (III liga) odtworzono samodzielną Lechię Gdańsk i zgłoszono do Klasy A. Po sezonie Lechię/Polonię rozwiązano. |
| 2001/2002 | VI                    | Klasa A (gr. Gdańsk IV)       | 1/12             | –                                   | W 2001 w obliczu upadku Lechii/Polonii Gdańsk (III liga) odtworzono samodzielną Lechię Gdańsk i zgłoszono do Klasy A. Po sezonie Lechię/Polonię rozwiązano. | W 2001 w obliczu upadku Lechii/Polonii Gdańsk (III liga) odtworzono samodzielną Lechię Gdańsk i zgłoszono do Klasy A. Po sezonie Lechię/Polonię rozwiązano. |
| 2002/2003 | V                     | Liga okręgowa (gr. Gdańsk II) | 1/16             | –                                   | | |
| 2003/2004 | IV                    | IV liga (gr. pomorska)        | 1/18             | –                                   | | |
| 2004/2005 | III                   | III liga (gr. II)             | 1/16             | I runda                             | | |
| 2005/2006 | II                    | II liga                       | 10/18            | –                                   | | |
| 2006/2007 | II                    | II liga                       | 5/18             | 1/16 finału                         | | |
| 2007/2008 | II                    | II liga                       | 1/18             | 1/4 finału                          | | Najwyżej notowany klub z Pomorza. |
| 2008/2009 | I                     | Ekstraklasa                   | 11/16            | 1/16 finału                         | faza grupowa Pucharu Ekstraklasy Pierwsze ekstraklasowe derby Trójmiasta pomiędzy Lechią i Arką Gdynia.                                                     | Najwyżej notowany klub z Pomorza. |
| 2009/2010 | I                     | Ekstraklasa                   | 8/16             | 1/2 finału                          | | Najwyżej notowany klub z Pomorza. |
| 2010/2011 | I                     | Ekstraklasa                   | 8/16             | 1/2 finału                          | Ostatni oficjalny mecz Lechii na Stadionie MOSiR. | Najwyżej notowany klub z Pomorza. |
| 2011/2012 | I                     | Ekstraklasa                   | 13/16            | 1/16 finału                         | Pierwszy mecz Lechii na stadionie w Letnicy. | Najwyżej notowany klub z Pomorza. |
| 2012/2013 | I                     | Ekstraklasa                   | 8/16             | 1/8 finału                          | | Najwyżej notowany klub z Pomorza. |
| 2013/2014 | I                     | Ekstraklasa                   | 4/16             | 1/4 finału                          | | Najwyżej notowany klub z Pomorza. |
| 2014/2015 | I                     | Ekstraklasa                   | 5/16             | 1/16 finału                         | | Najwyżej notowany klub z Pomorza. |
| 2015/2016 | I                     | Ekstraklasa                   | 5/16             | 1/8 finału                          | | Najwyżej notowany klub z Pomorza. |
| 2016/2017 | I                     | Ekstraklasa                   | 4/16             | 1/8 finału                          | Marco Paixão królem strzelców. | Najwyżej notowany klub z Pomorza. |
| 2017/2018 | I                     | Ekstraklasa                   | 13/16            | 1/16 finału                         | | |
| 2018/2019 | I                     | Ekstraklasa                   | 3/16             | zwycięstwo                          | | Najwyżej notowany klub z Pomorza. |
| 2019/2020 | I                     | Ekstraklasa                   | 4/16             | finał                               | Superpuchar Polski | II runda kwalifikacyjna Ligi Europy |
| 2020/2021 | I                     | Ekstraklasa                   | 7/16             | 1/8 finału                          | | |
| 2021/2022 | I                     | Ekstraklasa                   | 4/18             | 1/16 finału                         | | |
| 2022/2023 | I                     | Ekstraklasa                   | 17/18            | 1/8 finału                          | II runda kwalifikacyjna Ligi Konferencji Europy | II runda kwalifikacyjna Ligi Konferencji Europy |
| 2023/2024 | II                    | I liga                        | 1/18             | I runda                             | | |
| 2024/2025 | I                     | Ekstraklasa                   | 14/18            | I runda                             | | |
| 2025/2026 | I                     | Ekstraklasa                   |                  |                                     | | |

| Poziom ligowy | Liczba sezonów | Sezony |
| ------------- | -------------- | --- |
| I             | 33             | 1949, 1952–1953, 1955–1963, 1984–1988, 1995/1996, 2008–2023, 2024–                                                 |
| II            | 36             | 1946–1948, 1950–1951, 1954, 1963–1967, 1972–1982, 1983/1984, 1988–1995, 1996/1997, 1998–2001, 2005–2008, 2023/2024 |
| III           | 10             | 1967–1972, 1982/1983, 1995/1996, 1997/1998, 2001/2002, 2004/2005                                                   |
| IV            | 1              | 2003/2004 |
| V             | 1              | 2002/2003 |
| VI            | 1              | 2001/2002 |

## Występy w finałach Pucharu Polski i Superpucharu Polski

### Finały Pucharu Polski

#### 1955: Legia Warszawa – Lechia Gdańsk
| 29 września 1955 | Legia Warszawa                                                       | 5:0   | Lechia Gdańsk |                                                                                          |
| 15:00            | Henryk Kempny 2', 8', 52' · Ernest Pohl 32' · Jerzy Słaboszewski 75' | (3:0) |               | Stadion Wojska Polskiego w Warszawie Widzów: 12 000 Sędzia: Franciszek Fronczyk (Tarnów) |

Legia Warszawa: Edward Szymkowiak, Antoni Mahseli, Jerzy Słaboszewski, Jerzy Woźniak, Marceli Strzykalski, Zygmunt Pieda, Edmund Kowal, Lucjan Brychczy, Henryk Kempny (Longin Janeczek), Ernest Pohl, Andrzej Cehelik; trener: János Steiner 
Lechia Gdańsk: Henryk Gronowski II (Marcin Potrykus), Hubert Kusz, Roman Korynt, Czesław Lenc, Jerzy Czubała, Jerzy Kaleta, Robert Gronowski I, Waldemar Jarczyk, Władysław Musiał, Czesław Nowicki (Alfred Kobylański), Roman Rogocz; trener: Tadeusz Foryś

#### 1983: Lechia Gdańsk – Piast Gliwice
| 22 czerwca 1983 | Lechia Gdańsk                             | 2:1   | Piast Gliwice              |                                                                                               |
| 17:00           | Krzysztof Górski 9' · Marek Kowalczyk 38' | (2:1) | 42' (k) Ryszard Kałużyński | Stadion XXXV-lecia PRL w Piotrkowie Trybunalskim Widzów: 17 000 Sędzia: Edward Norek (Kraków) |

Lechia Gdańsk: Tadeusz Fajfer, Andrzej Marchel, Lech Kulwicki, Andrzej Salach, Dariusz Raczyński, Zbigniew Kowalski (40' Roman Józefowicz), Dariusz Wójtowicz, Jacek Grembocki, Marek Kowalczyk, Krzysztof Górski, Ryszard Polak (65' Jarosław Klinger); trener: Jerzy Jastrzębowski
Piast Gliwice: Jan Szczech, Henryk Pałka, Ryszard Kałużyński, Adam Wilczek, Jan Mirka, Andrzej Śliz, Marcin Żemaitis, Zbigniew Żurek, Marian Czernohorski, Marek Majka, Marian Brzezoń (76' Henryk Tkocz); trener: Teodor Wieczorek

#### 2019: Jagiellonia Białystok – Lechia Gdańsk
| 2 maja 2019 | Jagiellonia Białystok | 0:1   | Lechia Gdańsk       |                                                                                |
| 16:00       |                       | (0:0) | 90+6' Artur Sobiech | Stadion Narodowy w Warszawie Widzów: 44 158 Sędzia: Bartosz Frankowski (Toruń) |
| 16:00       | Zoran Arsenić 48'     | (0:0) | 69' Błażej Augustyn | Stadion Narodowy w Warszawie Widzów: 44 158 Sędzia: Bartosz Frankowski (Toruń) |

Jagiellonia Białystok: Marián Kelemen, Andrej Kadlec, Ivan Runje, Zoran Arsenić, Böðvar Böðvarsson, Marko Poletanović (90' Bartosz Kwiecień), Taras Romanczuk, Arvydas Novikovas, Jesús Imaz, Guilherme Sityá, Patryk Klimala; trener: Ireneusz Mamrot
Lechia Gdańsk: Zlatan Alomerović, Joao Nunes, Michał Nalepa, Błażej Augustyn, Filip Mladenović, Daniel Łukasik (90' Steven Vitoria), Konrad Michalak (65' Artur Sobiech), Jarosław Kubicki, Tomasz Makowski, Lukáš Haraslín (90+8' Patryk Lipski), Flávio Paixão; trener: Piotr Stokowiec

#### 2020: Cracovia – Lechia Gdańsk
| 24 lipca 2020 | Cracovia                                                              | 3:2 (pd.)  | Lechia Gdańsk |                                                               |
| 20:00         | Pelle van Amersfoort 65' · David Jablonský 88' · Mateusz Wdowiak 117' | (0:1, 2:2) | 20' Omran Haydary · 85' Patryk Lipski                                                                                                   | Arena Lublin Widzów: 3700 Sędzia: Paweł Raczkowski (Warszawa) |
| 20:00         | Kamil Pestka 96'                                                      | (0:1, 2:2) | 33' Jarosław Kubicki · 37' Michał Nalepa · 54' Zlatan Alomerović · 79' Mario Maloča · 86' Patryk Lipski · 90+7' Conrado Buchanelli Holz | Arena Lublin Widzów: 3700 Sędzia: Paweł Raczkowski (Warszawa) |

Cracovia: Lukáš Hroššo, Cornel Râpă, Michał Helik, David Jablonský, Kamil Pestka, Mateusz Wdowiak, Florian Loshaj (113' Milan Dimun), Pelle van Amersfoort, Ivan Fiolić (120' Ołeksij Dytiatjew), Sergiu Hanca (119' Michal Sipľak), Rubén López Huesca (82' Tomáš Vestenický); trener: Michał Probierz
Lechia Gdańsk: Zlatan Alomerović, Karol Fila, Michał Nalepa, Mario Maloča, Rafał Pietrzak (53' Conrado Buchanelli Holz), Omran Haydary (82' Patryk Lipski), Tomasz Makowski, Jarosław Kubicki, Maciej Gajos (71' Łukasz Zwoliński), José Gomes, Flávio Paixão (108' Egzon Kryeziu); trener: Piotr Stokowiec

### Superpuchar Polski

#### 1983: Lechia Gdańsk – Lech Poznań
| 30 lipca 1983 | Lechia Gdańsk          | 1:0   | Lech Poznań |                                                                       |
| 17:00         | Jerzy Kruszczyński 88' | (0:0) |             | Stadion Miejski, Gdańsk Widzów: 18 000 Sędzia: Henryk Klocek (Gdańsk) |

Lechia Gdańsk: Tadeusz Fajfer, Andrzej Marchel, Lech Kulwicki, Andrzej Salach, Dariusz Raczyński, Aleksander Cybulski, Jacek Grembocki, Dariusz Wójtowicz, Maciej Kamiński, Ryszard Polak, Jerzy Kruszczyński trener: Jerzy Jastrzębowski

Lech Poznań: Pleśnierowicz, Pawlak, J. Szewczyk, Jakołcewicz, Barczak, Adamiec, R. Szewczyk (46' Małek), Krzyżanowski (46' Stugarek), Niewiadomski (64' Araszkiewicz, 78' Najtkowski), Okoński, Kapica trener: Wojciech Łazarek

#### 2019: Piast Gliwice – Lechia Gdańsk
| 13 lipca 2019 | Piast Gliwice         | 1:3   | Lechia Gdańsk                                                                    |                                                                              |
| 20:30         | Patryk Sokołowski 68' | (0:2) | 2', 47' Lukáš Haraslín · 21' Jarosław Kubicki                                    | Stadion Miejski w Gliwicach Widzów: 6791 Sędzia: Paweł Raczkowski (Warszawa) |
| 20:30         | Joel Valencia 90+3'   | (0:2) | 62' Błażej Augustyn · 65' Žarko Udovičić · 73' Karol Fila · 77' Jarosław Kubicki | Stadion Miejski w Gliwicach Widzów: 6791 Sędzia: Paweł Raczkowski (Warszawa) |

Piast Gliwice: Jakub Szmatuła, Tomasz Mokwa, Jakub Czerwiński, Tomáš Huk, Mikkel Kirkeskov, Tom Hateley (62' Patryk Sokołowski), Sebastian Milewski (90+2' Uroš Korun), Jorge Félix (83' Martin Konczkowski), Gerard Badía, Jakub Holúbek (46' Joel Valencia), Piotr Parzyszek (62' Dani Aquino); trener: Waldemar Fornalik
Lechia Gdańsk: Dušan Kuciak, Karol Fila, Mario Maloca, Błażej Augustyn, Filip Mladenović (88' Michał Nalepa), Daniel Łukasik, Jarosław Kubicki, Lukáš Haraslín (66' Sławomir Peszko), Maciej Gajos (73' Tomasz Makowski), Žarko Udovičić (90+6' Egy Maulana Vikri), Flávio Paixão (58' Artur Sobiech); trener: Piotr Stokowiec

## Trenerzy

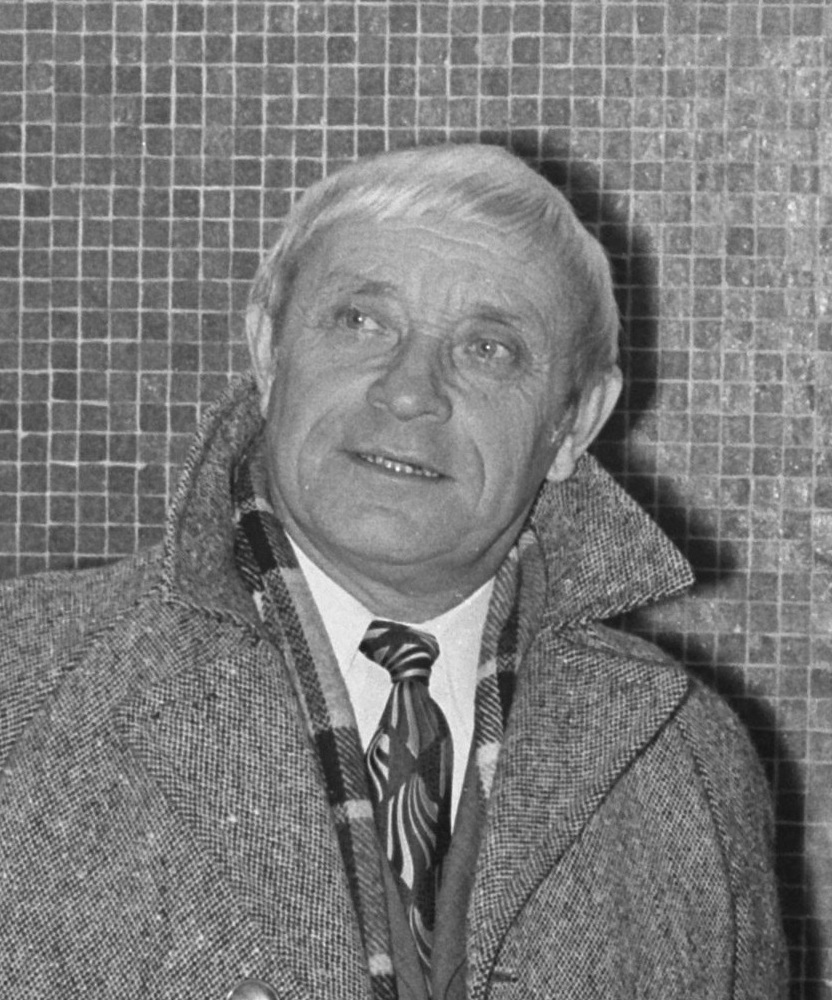
Ryszard Koncewicz – trener klubu w 1949

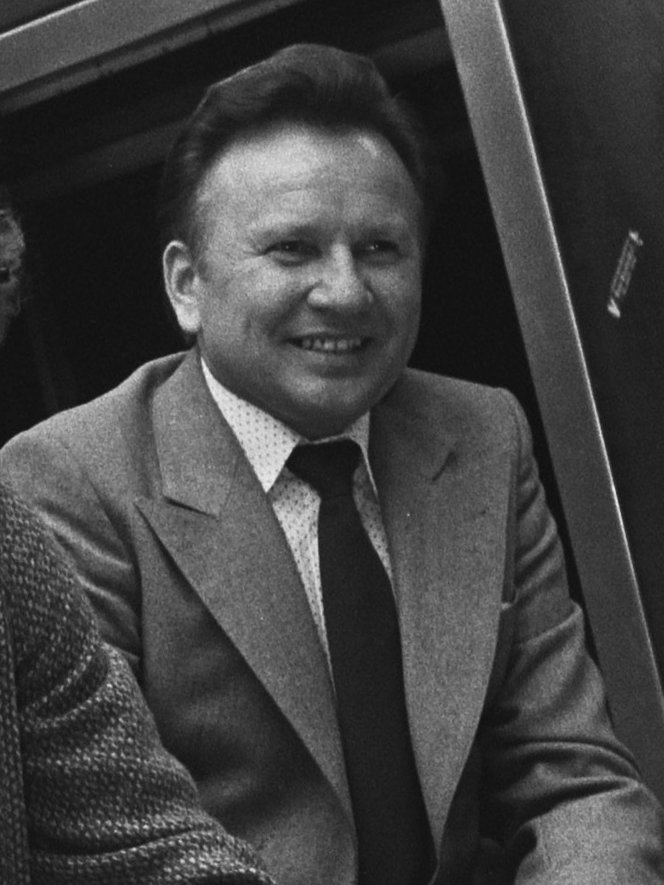
Ryszard Kulesza – trener klubu w latach 1972-74

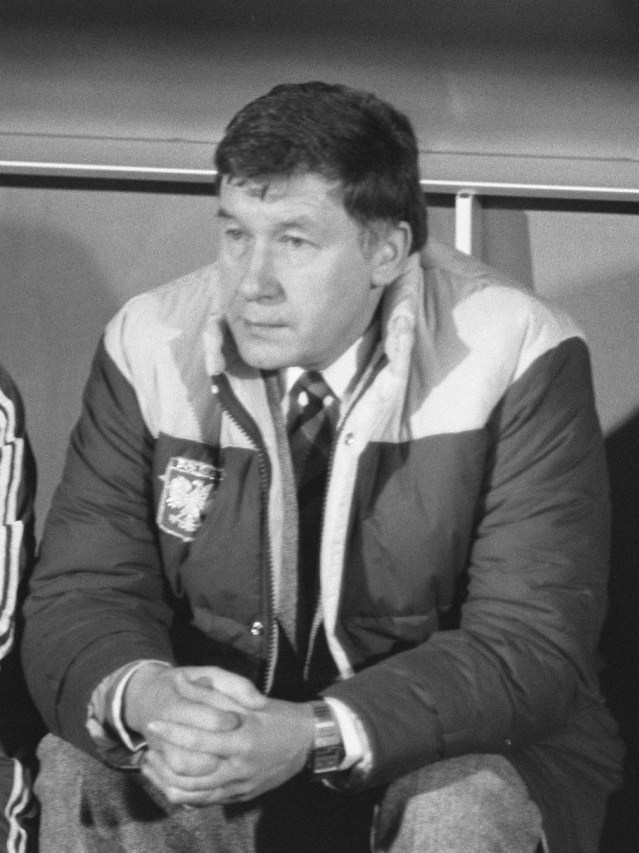
Wojciech Łazarek – trener klubu w latach 1974-75 i 1985-86

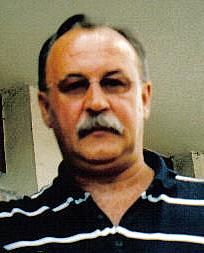
Janusz Kupcewicz – trener klubu w 1995

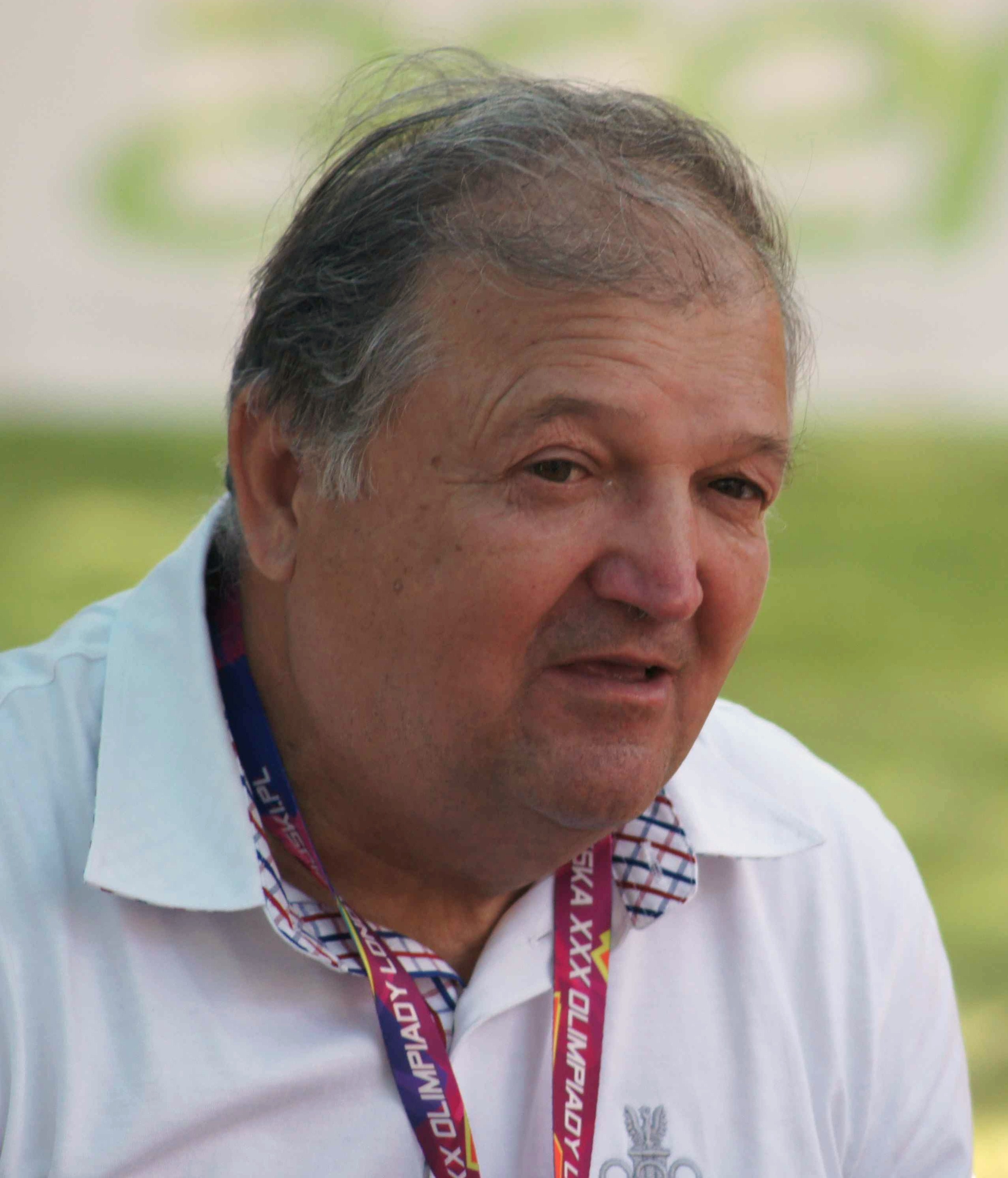
Hubert Kostka – trener klubu w latach 1995-96

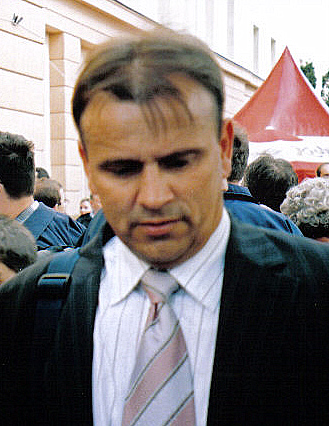
Dariusz Kubicki – trener klubu w latach 2007-08

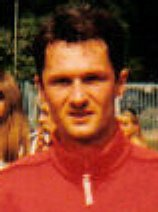
Jacek Zieliński – trener klubu w latach 2008-09

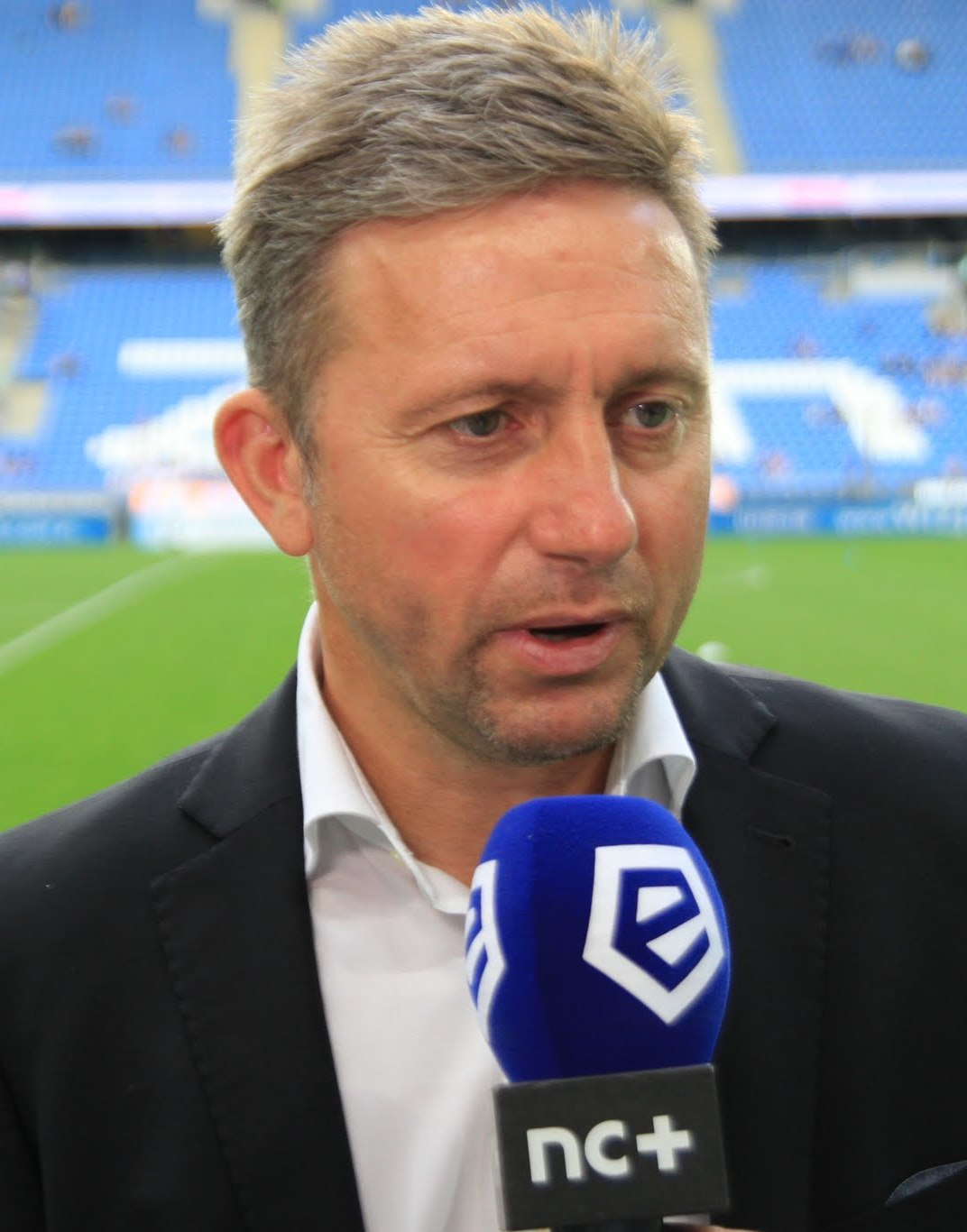
Jerzy Brzęczek – trener klubu w latach 2014-15

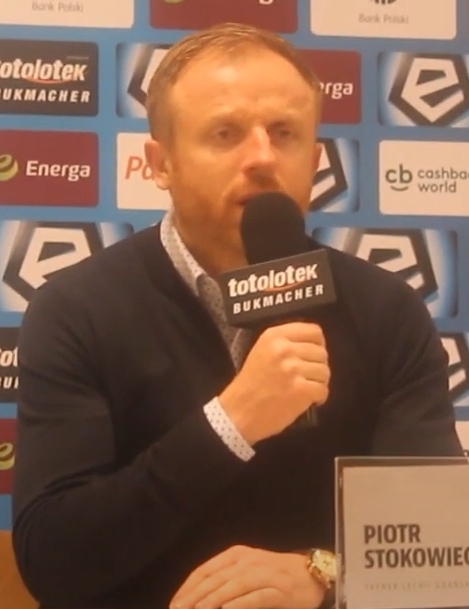
Piotr Stokowiec – trener klubu w latach 2018-21

Stan na 5 stycznia 2025
| Lp.   | Lata      | Kraj           | Imię i nazwisko               |
| 1.    | 1948      | PRL            | Stefan Lasota                 |
| 2.    | 1949      | PRL            | Ryszard Koncewicz             |
| 3.    | 1949      | Czechosłowacja | Václav Křížek                 |
| 4.    | 1950–1953 | PRL            | Czesław Bartolik              |
| 5.    | 1953      | Austria        | Ferdynand Fritsch             |
| 6.    | 1954–1957 | PRL            | Tadeusz Foryś                 |
| 7.    | 1958      | PRL            | Leszek Goździk                |
| 8.    | 1959–1960 | PRL            | Henryk Serafin                |
| 9.    | 1960–1961 | PRL            | Piotr Nierychło               |
| 10.   | 1961      | Węgry          | Lajos Szollár                 |
| 11.   | 1962      | PRL            | Edward Drabiński              |
| 12.   | 1962      | PRL            | Roman Korynt                  |
| 13.   | 1962      | PRL            | Grzegorz Polakow              |
| 14.   | 1962      | PRL            | Roman Rogocz                  |
| (14.) | 1962–1963 | PRL            | Roman Rogocz                  |
| 15.   | 1963      | PRL            | Henryk Serafin                |
| 16.   | 1964      | PRL            | Władysław Lemiszko            |
| 17.   | 1965–1966 | PRL            | Jerzy Wrzos                   |
| 18.   | 1966      | PRL            | Robert Gronowski              |
| 19.   | 1967      | PRL            | Edward Brzozowski             |
| 20.   | 1968–1970 | PRL            | Bogumił Gozdur                |
| 21.   | 1970–1971 | PRL            | Jerzy Słaboszowski            |
| (14.) | 1971–1972 | PRL            | Roman Rogocz                  |
| 22.   | 1972–1974 | PRL            | Ryszard Kulesza               |
| 23.   | 1974–1975 | PRL            | Wojciech Łazarek              |
| 24.   | 1976      | PRL            | Grzegorz Polakow              |
| 25.   | 1976      | PRL            | Marian Geszke                 |
| 26.   | 1977–1978 | PRL            | Józef Walczak                 |
| 27.   | 1978–1979 | PRL            | Janusz Pekowski               |
| 28.   | 1979–1980 | PRL            | Wojciech Przybylski           |
| 29.   | 1981      | PRL            | Jerzy Brzyski                 |
| 30.   | 1981–1982 | PRL            | Michał Globisz                |
| 31.   | 1982      | PRL            | Edward Wojewódzki             |
| 32.   | 1982–1984 | PRL            | Jerzy Jastrzębowski           |
| (30.) | 1984      | PRL            | Michał Globisz                |
| (23.) | 1985–1986 | PRL            | Wojciech Łazarek              |
| (30.) | 1986      | PRL            | Michał Globisz                |
| (25.) | 1986–1987 | PRL            | Marian Geszke                 |
| 33.   | 1987–1988 | PRL            | Zbigniew Kociołek             |
| 34.   | 1988–1989 | PRL / Polska   | Stanisław Stachura            |
| 35.   | 1989–1992 | Polska         | Bogusław Kaczmarek            |
| 36.   | 1992–1993 | Polska         | Adam Musiał                   |
| 37.   | 1993      | Polska         | Zbigniew Tymiński             |
| (25.) | 1993–1994 | Polska         | Marian Geszke                 |
| 38.   | 1995      | Polska         | Janusz Kupcewicz              |
| 39.   | 1995–1996 | Polska         | Hubert Kostka                 |
| (34.) | 1996      | Polska         | Stanisław Stachura            |
| 40.   | 1997      | Polska         | Józef Gładysz                 |
| 41.   | 1997–1998 | Polska         | Andrzej Bikiewicz             |
| 42.   | 1998–1999 | Polska         | Witold Kulik                  |
| (32.) | 1999–2000 | Polska         | Jerzy Jastrzębowski           |
| 43.   | 2000      | Polska         | Wiesław Wika                  |
| 44.   | 2000      | Polska         | Romuald Szukiełowicz          |
| 45.   | 2000–2001 | Polska         | Stanisław Stachura            |
| 46.   | 2001–2002 | Polska         | Tadeusz Małolepszy            |
| (32.) | 2003–2004 | Polska         | Jerzy Jastrzębowski           |
| 47.   | 2004–2006 | Polska         | Marcin Kaczmarek              |
| 48.   | 2006–2007 | Polska         | Tomasz Borkowski              |
| 49.   | 2007      | Polska         | Tomasz Kafarski               |
| 50.   | 2007–2008 | Polska         | Dariusz Kubicki               |
| 51.   | 2008–2009 | Polska         | Jacek Zieliński               |
| (49.) | 2009–2011 | Polska         | Tomasz Kafarski               |
| 52.   | 2011      | Polska         | Rafał Ulatowski               |
| 53.   | 2012      | Polska         | Paweł Janas                   |
| (35.) | 2012–2013 | Polska         | Bogusław Kaczmarek            |
| 54.   | 2013–2014 | Polska         | Michał Probierz               |
| 55.   | 2014      | Holandia       | Ricardo Moniz                 |
| 56.   | 2014      | Portugalia     | Quim Machado                  |
| 57.   | 2014      | Polska         | Tomasz Unton                  |
| 58.   | 2014      | Polska         | Maciej Kalkowski              |
| 59.   | 2014–2015 | Polska         | Jerzy Brzęczek                |
| 60.   | 2015      | Niemcy         | Thomas von Heesen             |
| p.o.  | 2015      | Polska         | Dawid Banaczek (tymczasowo)   |
| 61.   | 2015–2017 | Polska         | Piotr Nowak                   |
| 62.   | 2017–2018 | Walia          | Adam Owen                     |
| 63.   | 2018–2021 | Polska         | Piotr Stokowiec               |
| 64.   | 2021–2022 | Polska         | Tomasz Kaczmarek              |
| p.o.  | 2022      | Polska         | Maciej Kalkowski (tymczasowo) |
| (47.) | 2022–2023 | Polska         | Marcin Kaczmarek              |
| 65.   | 2023      | Hiszpania      | David Badía Cequier           |
| 66.   | 2023–2024 | Polska         | Szymon Grabowski              |
| p.o.  | 2024      | Polska         | Radosław Bella (tymczasowo)   |
| 67.   | 2024–     | Anglia         | John Carver                   |

## Zawodnicy

### Wybrani wychowankowie
- Dawid Banaczek
- Mateusz Bąk
- Jarosław Bieniuk
- Paweł Dawidowicz
- Tomasz Dawidowski
- Adam Duda
- Karol Fila
- Przemysław Frankowski
- Jacek Grembocki
- Jakub Kałuziński
- Grzegorz Król
- Zbigniew Kruszyński
- Hubert Kusz
- Sebastian Mila
- Mariusz Pawlak
- Marcin Pietrowski
- Marcin Mięciel
- Grzegorz Szamotulski
- Kacper Urbański
- Sławomir Wojciechowski
- Marek Zieńczuk

### Reprezentanci w barwach Lechii
(stan na 13 czerwca 2022)
- M – mecze w pierwszej reprezentacji, G – gole w pierwszej reprezentacji

| Kraj         | Imię i nazwisko          | M  | G | Lata gry w Lechii    |
| ------------ | ------------------------ | -- | - | -------------------- |
| Afganistan   | Omran Haydary            | 6  | 0 | 2020-2022            |
| Armenia      | Lewon Hajrapetjan        | 14 | 0 | 2011–2013            |
| Bułgaria     | Simeon Sławczew          | 12 | 0 | 2016–2018            |
| Burkina Faso | Abdou Razack Traoré      | 9  | 1 | 2011–2013            |
| Curaçao      | Gino van Kessel          | 4  | 0 | 2017                 |
| Gwinea       | Bissau Rudinilson        | 3  | 0 | 2014–2016            |
| Indonezja    | Egy Maulana Vikri        | 4  | 0 | 2017–2021            |
| Kanada       | Steven Vitória           | 7  | 1 | 2016–2019            |
| Litwa        | Vytautas Andriuškevičius | 12 | 0 | 2011–2013            |
| Łotwa        | Ivans Lukjanovs          | 27 | 0 | 2008–2012            |
| Łotwa        | Kristers Tobers          | 12 | 0 | 2020–2022            |
| Polska       | Ariel Borysiuk           | 2  | 0 | 2014–2016, 2018–2019 |
| Polska       | Henryk Gronowski         | 1  | 0 | 1957                 |
| Polska       | Robert Gronowski         | 1  | 0 | 1953                 |
| Polska       | Alfred Kokot             | 1  | 1 | 1949                 |
| Polska       | Roman Korynt             | 34 | 0 | 1952–1959            |
| Polska       | Marek Ługowski           | 2  | 0 | 1987                 |
| Polska       | Sławomir Peszko          | 23 | 0 | 2015–2020            |
| Polska       | Mirosław Pękala          | 1  | 0 | 1987                 |
| Polska       | Rafał Pietrzak           | 1  | 0 | 2020                 |
| Polska       | Zdzisław Puszkarz        | 1  | 0 | 1975                 |
| Polska       | Sebastian Małkowski      | 1  | 0 | 2011                 |
| Polska       | Sebastian Mila           | 4  | 0 | 2015-2018            |
| Polska       | Łukasz Trałka            | 3  | 0 | 2008–2009            |
| Polska       | Jakub Wawrzyniak         | 6  | 0 | 2015–2016            |
| Polska       | Rafał Wolski             | 4  | 1 | 2016–2020            |
| Polska       | Hubert Wołąkiewicz       | 3  | 0 | 2007–2011            |
| Serbia       | Filip Mladenović         | 8  | 0 | 2018–2020            |
| Słowacja     | Lukáš Haraslín           | 8  | 1 | 2015–2019            |
| Słowacja     | Dušan Kuciak             | 4  | 0 | 2017–2022            |
| Słowacja     | Jaroslav Mihalík         | 4  | 0 | 2019–2021            |

## Obecny skład
Stan na 11 sierpnia 2025
| Nr | Poz. | Piłkarz                                     |
| -- | ---- | ------------------------------------------- |
| 1  | BR   | Szymon Weirauch                             |
| 3  | OB   | Elias Olsson                                |
| 4  | OB   | Bujar Pllana                                |
| 5  | PO   | Iwan Żelizko                                |
| 6  | PO   | Karl Wendt                                  |
| 7  | NA   | Bohdan Wjunnyk                              |
| 10 | PO   | Rifet Kapić (kapitan)                       |
| 11 | NA   | Camilo Mena                                 |
| 15 | OB   | Maksym Diaczuk (wypożyczony z Dynamo Kijów) |
| 16 | OB   | Alvis Jaunzems                              |
| 17 | PO   | Anton Carenko (wypożyczony z Dynamo Kijów)  |
| 21 | NA   | Michał Głogowski                            |
| 23 | OB   | Miłosz Kałahur                              |
| 26 | OB   | Bartosz Brzęk                               |

| Nr | Poz. | Piłkarz                                         |
| -- | ---- | ----------------------------------------------- |
| 27 | OB   | Matúš Vojtko (wypożyczony z Slovana Bratysława) |
| 29 | BR   | Bohdan Sarnawski                                |
| 33 | NA   | Tomasz Wójtowicz                                |
| 42 | PO   | Adam Kardaś                                     |
| 72 | NA   | Mohamed Awad Alla (wypożyczony z Al-Ain FC)     |
| 77 | NA   | Bartosz Borkowski                               |
| 79 | NA   | Kacper Sezonienko                               |
| 81 | BR   | Kacper Gutowski                                 |
| 88 | PO   | Bartosz Szczepankiewicz                         |
| 89 | NA   | Tomáš Bobček                                    |
| 90 | NA   | Dawid Kurminowski                               |
| 94 | PO   | Filip Koperski                                  |
| 99 | PO   | Tomasz Neugebauer                               |

## Derby Trójmiasta

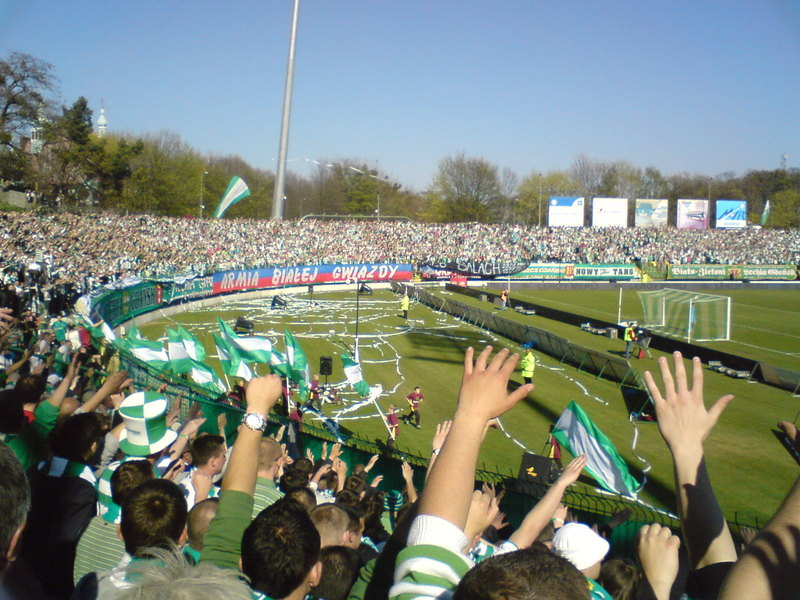
Kibice Lechii Gdańsk w Derbach Trójmiasta 25.04.2009

Derby Trójmiasta to jedne z najbardziej znanych derbów w Polsce. Jest to pojedynek między drużynami gdańskiej Lechii i gdyńskiej Arki. Pierwszy mecz obu drużyn odbył się 2 września 1964 roku (2:1 dla Lechii), jak dotąd odbyło się 46 spotkań: 18 razy wygrywała Lechia, 12 razy Arka i 16 razy padał remis, bilans bramek 51:37 dla Lechii (z uwzględnionym walkowerem z 1998 r.).

Drużyny „biało-zielonych” i „żółto-niebieskich” w najwyższej klasie rozgrywkowej spotkały się po raz pierwszy dopiero 3 października 2008 – w historycznym meczu górą była Lechia wygrywając w Gdyni 1:0 ( Paweł Buzała '64). Dotychczas w Ekstraklasie w derbach Lechia nie doznała porażki, jej bilans to 11 zwycięstw i 4 remisy.

Lechia Gdańsk w pierwszych Derbach Trójmiasta w Ekstraklasie (1-0): Mateusz Bąk – Ben Starosta, Jacek Manuszewski, Hubert Wołąkiewicz, Rafał Kosznik – Marcin Kaczmarek (72. Arkadiusz Mysona), Karol Piątek (80. Piotr Kasperkiewicz), Łukasz Trałka, Maciej Rogalski – Paweł Buzała (96. Piotr Wiśniewski), Maciej Kowalczyk

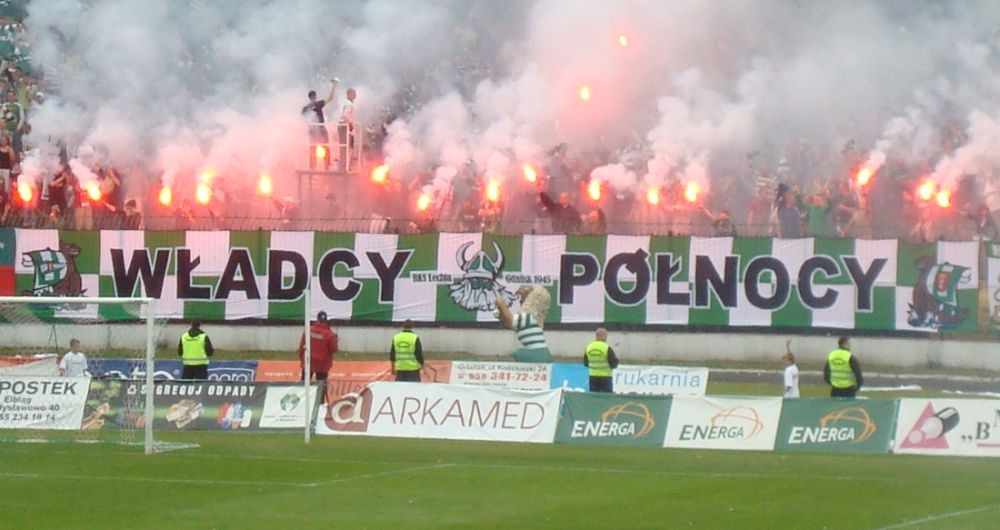
Kibice Lechii Gdańsk – oprawa meczowa

## Sponsorzy techniczni
- 2004–2005: Legea
- 2005–2006: Erreà
- 2006–2010: Jako
- 2010–2014: Adidas
- 2014–2016: Sport-Saller
- 2016–2022: New Balance
- od 2022: Adidas

## Europejskie puchary
Legenda do wszystkich tabel:
- Q – runda eliminacyjna, 1/16, 1/8, 1/4, 1/2 – odpowiednia faza rozgrywek, Grupa – runda grupowa, 1r gr – pierwsza runda grupowa, 2r gr – druga runda grupowa, F – finał, R – runda, PO – play-off
- k. – rzuty karne, los. – losowanie, Dogr. – dogrywka, w. – zasada bramek strzelonych na wyjeździe

| Sezon   | Rozgrywki                 | Runda | Klub             | Dom | Wyjazd | Ogólnie    |
| ------- | ------------------------- | ----- | ---------------- | --- | ------ | ---------- |
| 1983/84 | Puchar Zdobywców Pucharów | 1R    | Juventus F.C.    | 2–3 | 0–7    | 2–10       |
| 1985    | Puchar Intertoto          | Grupa | Sparta ČKD Praga | 3–2 | 0–0    | 3. miejsce |
| 1985    | Puchar Intertoto          | Grupa | Lyngby BK        | 0–1 | 1–4    | 3. miejsce |
| 1985    | Puchar Intertoto          | Grupa | FC Zürich        | 1–0 | 1–2    | 3. miejsce |
| 2019/20 | Liga Europy               | 2Q    | Brøndby IF       | 2–1 | 1–4    | 3–5, Dogr. |
| 2022/23 | Liga Konferencji Europy   | 1Q    | Akademija Pandew | 4–1 | 2–1    | 6–2        |
| 2022/23 | Liga Konferencji Europy   | 2Q    | Rapid Wiedeń     | 1–2 | 0–0    | 1–2        |

## Klub w popkulturze
- Historia klubu z lat 80. XX wieku była częścią fabuły filmu pt. Jak pokochałam gangstera z 2021 roku[355].